# Égypte antique
~ 3150 – 30 av. J.-C. (3 120 ans)
Entités précédentes :
- Période prédynastique égyptienne

Entités suivantes :
- Empire romain (province d'Égypte)

Principaux sites de l'Égypte antique.

L'Égypte antique est une ancienne civilisation de l'Est de l'Afrique du Nord et de l'Ouest du Moyen-Orient, concentrée le long du cours inférieur du Nil, dans ce qui constitue aujourd'hui l'Égypte.
Ses frontières historiques furent partagées avec Canaan et l'Arabie à l'est, la Libye à l'ouest et la Nubie au sud.
La civilisation de l'Égypte antique prend forme autour de 3150 av. J.-C. avec l'unification politique de la Haute-Égypte au sud et de la Basse-Égypte au nord sous le règne du premier roi et se développe sur plus de trois millénaires. Son histoire est parsemée d'une série de périodes stables politiquement, entrecoupées de plusieurs périodes intermédiaires, plus troublées. L'Égypte antique atteint son apogée sous le Nouvel Empire puis entre dans une période de lent déclin. Le pays subit les assauts répétés de puissances étrangères dans cette période tardive et le règne des pharaons prend officiellement fin en −30, lorsque l'Empire romain conquiert l'Égypte pour en faire une province.
Le succès de la civilisation égyptienne antique découle en partie de sa capacité à s'adapter aux conditions de la vallée du Nil. L'inondation prévisible du fleuve et le contrôle de l'irrigation de la vallée produit des récoltes excédentaires qui alimentent le développement social et culturel du pays. Ce surplus agricole donne à l'administration les moyens de financer l'exploitation minière de la vallée et des régions voisines du désert. Le développement rapide d'un système d'écriture indépendant, l'organisation de constructions collectives et de projets agricoles, les relations commerciales avec les pays voisins et une armée solide permettent à l'Égypte d'affirmer sa domination sur la région. Toutes ces activités sont organisées par une bureaucratie de scribes, de dirigeants religieux et d'administrateurs placés sous le contrôle du pharaon qui assure l'unité du peuple égyptien dans le cadre d'un système complexe de croyances religieuses,.
Les nombreuses réalisations des Égyptiens de l'Antiquité comprennent l'extraction minière, l'arpentage et les techniques de construction qui facilitent la construction de pyramides monumentales, de temples et d'obélisques. On compte également à leur crédit le développement des mathématiques, de la médecine, de l'irrigation et de la production agricole, la construction des premiers navires connus, la faïence égyptienne, de nouvelles formes de littérature. Du rassemblement des tribus primitives qui créent le premier royaume pharaonique jusqu'à son absorption au Ier siècle av. J.-C., l'Égypte antique est le théâtre d'évènements majeurs qui influencent assurément la culture et l'imaginaire des peuples lui ayant succédé. Son art et son architecture sont largement copiés et ses antiquités sont disséminées aux quatre coins du monde. Un regain d'intérêt pour la période antique au début de l'époque moderne conduit à de nombreuses investigations scientifiques de la civilisation égyptienne, notamment par des fouilles, et à une meilleure appréciation de son héritage culturel, pour l'Égypte et le monde.

## Histoire
Les trois mille ans d'histoire de l'Égypte antique semblent receler autant de changements que de constantes. Les périodes fastes alternent régulièrement avec des périodes d'instabilité plus ou moins prononcées. Au fil du temps, la vie de l'État pharaonique paraît toutefois devenir plus chaotique. Aux cinq siècles de prospérité du Nouvel Empire succèdent sept siècles de troubles. Changements de maîtres et changements de frontières s'enchaînent jusqu'à l'avènement de la Pax Romana.
Pourtant, le caractère le plus remarquable de l'Égypte ancienne est sa prodigieuse continuité. Car au-delà des mutations territoriales et des bouleversements politiques, cette civilisation a perduré pendant plus de trois millénaires, fait unique dans l'Histoire. Depuis leur mise en place aux débuts de l’histoire écrite jusqu'à leur bannissement au triomphe du christianisme, les grands principes de la culture égyptienne se sont maintenus et préservés. Durant cette période, le mode de vie au bord du fleuve Nil a très peu évolué, toujours rythmé par la crue, les impôts et les dieux.
Selon l'historien grec Hérodote, « l'Égypte est un don du Nil ». Il avait observé à juste titre que le fleuve est indissociable de l'identité égyptienne antique, car sans lui l'Égypte n’existerait pas. Il était donc tout naturel que les habitants de la « Terre noire » en fassent un dieu important de leur panthéon. D’autant plus important que ce dieu pouvait se montrer capricieux : une mauvaise crue et les récoltes étaient perdues, entraînant la famine. Avant la construction du haut barrage d'Assouan, les paysans ont toujours vécu dans cette crainte.
Afin de pallier cette éventualité, une administration compétente s’est mise en place dès les origines. Les surplus de grains étaient prélevés par l’impôt et stockés en prévision d’années moins favorables où le besoin se ferait sentir. Une armée de scribes et d’intendants s’occupait scrupuleusement du recouvrement. Ce corps de fonctionnaires a constitué de tous temps le principal pilier du pouvoir royal, le socle de la richesse et de la puissance du pays jusqu’aux débuts de l’industrialisation.
Au sommet de la hiérarchie, dirigeant l’ensemble, coordonnant les services, une seule autorité : Pharaon. Le roi tire directement son pouvoir des dieux. Il est à la fois leur descendant et premier serviteur, donc son autorité ne saurait être mise en doute. L’institution pharaonique est surtout le symbole de l’unité nationale et une condition essentielle de la stabilité du pays (donc de son exploitation). Les envahisseurs successifs ne s’y sont pas trompés et ont constamment pris soin de sacrifier à la coutume. En se faisant couronner pharaons ils garantissaient la continuité de l’État tout en gagnant une certaine légitimité auprès du peuple.
Car le destin de celui qui exerce la fonction royale est intimement lié à celui de l’Égypte elle-même. Chaque affaiblissement du pouvoir central est potentiellement porteur de crise, alors que chaque fois qu’un homme fort occupe le trône, la paix du royaume est assurée. Ceci pourrait expliquer la facilité avec laquelle les Égyptiens ont accepté des rois étrangers, pourvu qu’ils respectent les traditions ancestrales.
Le système a prouvé sa force plus de temps que nécessaire. Les siècles ont finalement révélé ses limites et ses faiblesses. Sa trop lente évolution et son incapacité à s’adapter à un environnement en mutation l’ont conduit à se faire supplanter et dominer par ses voisins.

### Période prédynastique

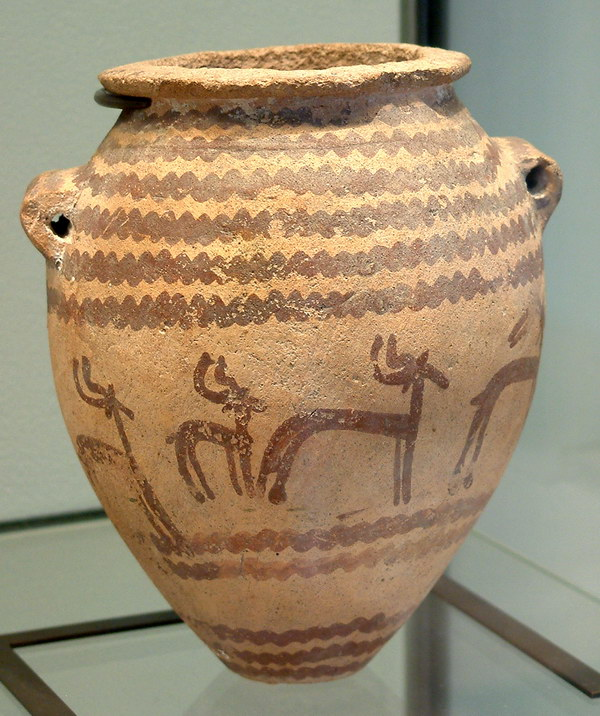
Un vase représentant des gazelles, typique de la période Nagada II.

Dans la période prédynastique, le climat égyptien est beaucoup moins aride qu'il ne l'est aujourd'hui. De vastes régions de l'Égypte sont recouvertes de savane arborée et traversée par des troupeaux d'ongulés. La flore et la faune y sont alors beaucoup plus prolifiques et la région du Nil abrite d'importantes populations de gibiers d'eau. La chasse est une activité commune pour les Égyptiens et c'est aussi à cette période que de nombreux animaux sont domestiqués pour la première fois.
Vers 5700 avant notre ère, de petites tribus vivant dans la vallée du Nil développent leur propre culture identifiable par leurs poteries et des objets personnels, tels que des peignes, des bracelets et des perles et démontrant d'importantes connaissances en agriculture et en élevage. En Haute-Égypte, la plus importante de ces cultures primales est la culture de Badari, connue pour ses céramiques de haute qualité, ses outils en pierre et son utilisation du cuivre. Dans le nord de l'Égypte, les cultures Nagada I (amratienne) et Nagada II (gerzienne) succèdent à la culture de Badari. Celles-ci développent un certain nombre d'améliorations techniques et établissent des contacts avec les peuples de Canaan et de la cité portuaire de Byblos.
Dans le sud de l'Égypte, la culture Nagada, semblable à celle des Badari, commence à s'étendre le long du Nil à partir du quatrième millénaire avant notre ère environ. Dès la période de Nagada I, les Égyptiens prédynastiques importent de l'obsidienne d'Éthiopie pour façonner leurs lames et d'autres objets à partir d'éclats,. Sur une période d'environ 1 000 ans, la culture Nagada se développe à partir de quelques petites communautés agricoles jusqu'à devenir une puissante civilisation où les dirigeants ont un contrôle total sur la population et les ressources de la vallée du Nil. Le centre du pouvoir s'établit en premier lieu à Hiérakonpolis, puis plus tard à Abydos, élargissant ainsi son contrôle de l'Égypte vers le nord. Ils établissent de nombreux échanges commerciaux avec la Nubie au sud, les oasis du désert occidental à l'ouest et les cultures de la Méditerranée orientale à l'est.
La culture Nagada produit une gamme très diversifiée de biens matériels, tels que de la céramique peinte, des vases en pierre de grande qualité, des palettes de maquillage, ainsi que des bijoux en or, en lapis-lazuli et en ivoire, reflétant la montée en puissance et la richesse de l'élite. Ils mettent également au point un émail céramique, connu sous le nom de faïence et qui sera utilisé jusqu'à l'époque romaine pour décorer des tasses, des amulettes et des figurines. À la fin de la période prédynastique, la culture Nagada commence à utiliser des symboles écrits qui vont évoluer vers le système hiéroglyphique utilisé pour l'écriture pendant l'Égypte antique.

### Période thinite

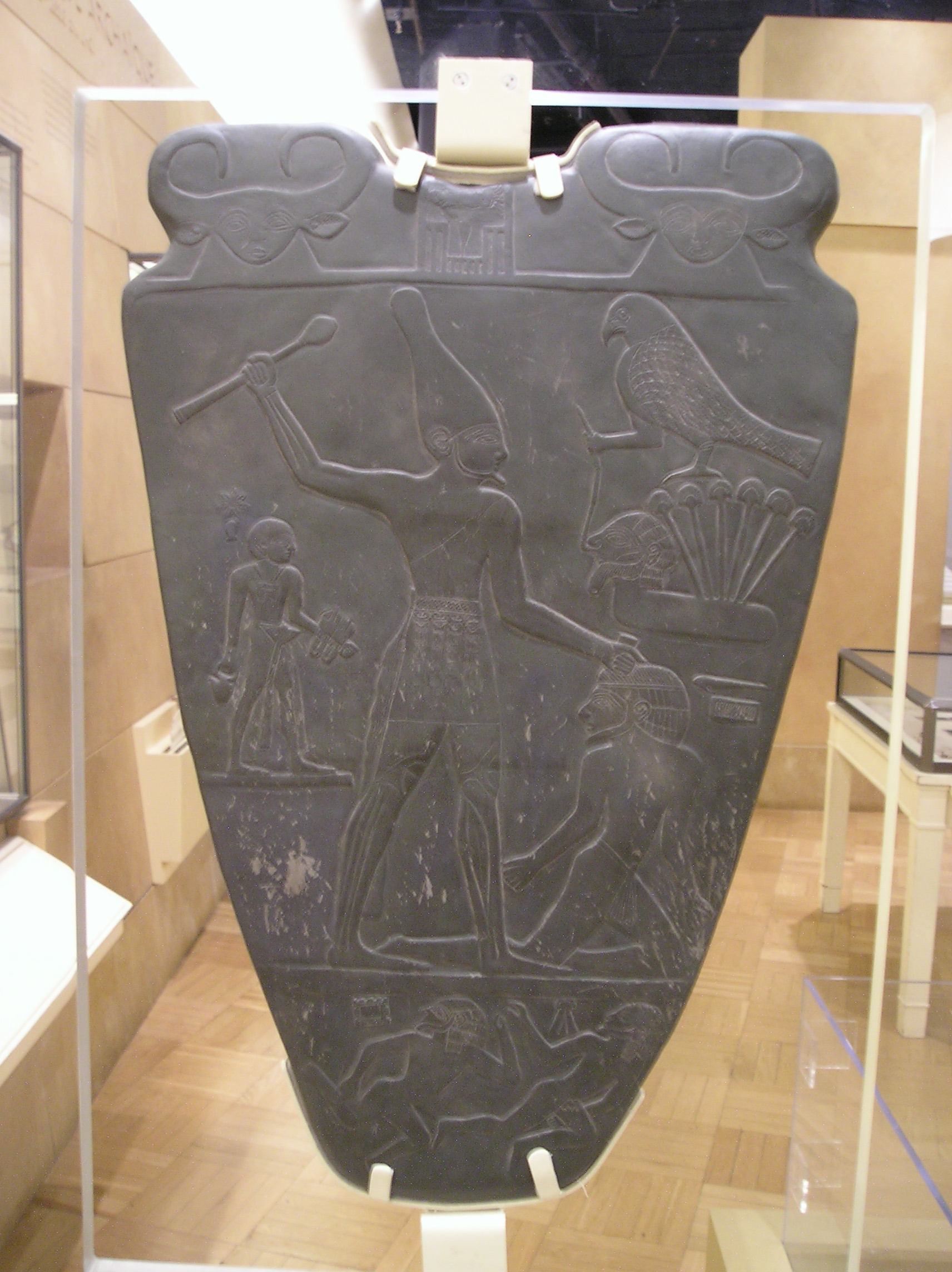
La palette de Narmer représente l'unification des deux royaumes d'Égypte.

D'après les écrits du prêtre égyptien Manéthon, qui datent du IIIe siècle avant notre ère, la lignée des pharaons se divise en trente dynasties successives à partir du pharaon Ménès. Le roi Meni (ou Ménès en grec) est supposé avoir réuni les deux royaumes de Haute et Basse-Égypte, vers 3200 avant notre ère, lors d'une bataille de laquelle il sort vainqueur. En réalité, la transition vers un État unifié se déroule certainement de manière plus progressive que ce que les anciens écrivains égyptiens voudraient faire croire, même s'il ne subsiste aucune trace datant de l'époque de Ménès. Néanmoins, certains chercheurs croient maintenant que le mythique Ménès pourrait en réalité être le roi Narmer. Celui-ci est représenté en costume de cérémonie sur la palette de Narmer dans un acte symbolique d'unification,. Il y est représenté avec la couronne blanche de Haute-Égypte (hedjet), une massue dans la main droite et le roi de Basse-Égypte dans l'autre. La scène fait penser à une exécution ou un sacrifice. De l'autre côté de la palette, on peut le voir célébrer sa victoire avec son armée. Il arbore alors la couronne du roi vaincu, le « decheret » (couronne rouge de Basse-Égypte), symbole de sa victoire sur le roi du Nord.
Au début de la période thinite, vers 3150 avant notre ère, les premiers pharaons originaires du sud (Haute-Égypte) consolident leur contrôle sur la Basse-Égypte. Ils établissent leur capitale à Memphis, d'où ils peuvent contrôler la main-d'œuvre et l'agriculture de la région fertile du delta, ainsi que les routes commerciales vers le Levant, qui sont autant stratégiques que lucratives. La richesse et le pouvoir grandissant des pharaons au cours de la période thinite se reflètent dans leurs mastabas ouvragés et dans la présence de structures de culte funéraire à Abydos, qui servent à célébrer le pharaon divinisé après sa mort. L'institution forte de la royauté développée par les pharaons sert à légitimer le contrôle de l'État sur la terre, le travail et les ressources qui sont indispensables à la survie et à la croissance de la civilisation égyptienne antique.

### Ancien Empire

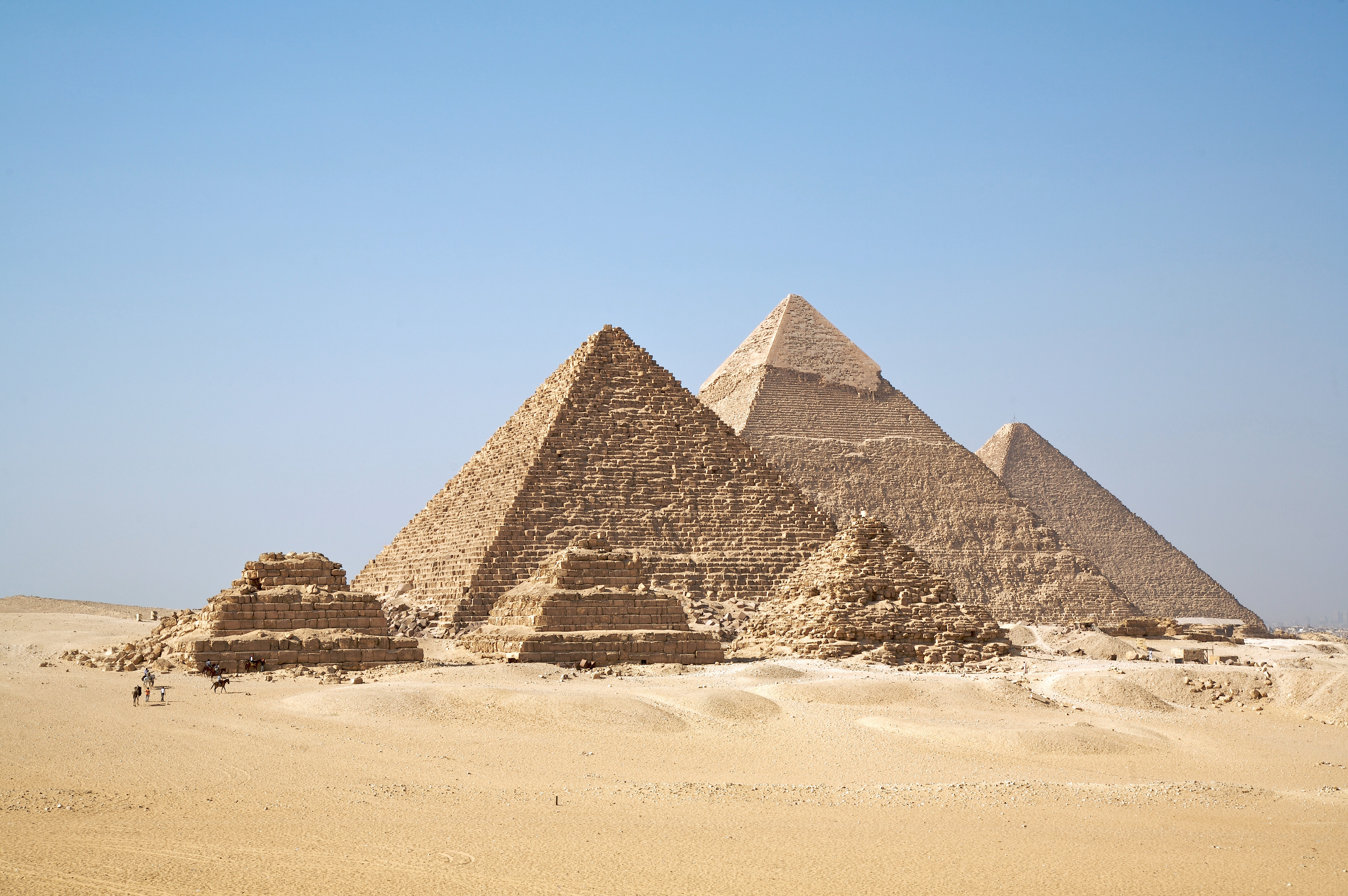
Les pyramides de Gizeh.

Durant l'Ancien Empire, d'importantes avancées sont faites en architecture, en art et en technique, grâce aux gains de productivité agricole gérés par une administration centrale bien développée. Sous la direction du vizir, des fonctionnaires collectent les impôts, coordonnent des projets d'irrigation pour améliorer le rendement des cultures, détachent des paysans sur des projets de construction et établissent un système de justice pour maintenir la paix et l'ordre. Avec l'excédent de ressources mises à disposition par une économie productive et stable, l'État est en mesure de financer la construction de monuments colossaux et de commander aux ateliers royaux des œuvres d'art exceptionnelles. Les pyramides construites par les rois Djéser, Khéops et leurs descendants sont les symboles les plus mémorables de la civilisation égyptienne antique et du pouvoir des pharaons.
Avec la montée en puissance de l'administration centrale émerge une nouvelle classe, composée de scribes instruits et de fonctionnaires à qui le pharaon accorde des propriétés en guise de paiement pour leurs services. Les pharaons accordent également des terres pour leur culte mortuaire et les temples afin de s'assurer que ces institutions disposent de suffisamment de ressources pour assurer le culte du pharaon après sa mort.
À la fin de l'Ancien Empire, cinq siècles de ces pratiques féodales ont lentement érodé le pouvoir économique du pharaon qui ne parvient plus à soutenir une vaste administration centralisée. Au fur et à mesure que le pouvoir du pharaon décroit, les gouverneurs régionaux, appelés nomarques, commencent à défier la suprématie du pharaon. Cette situation, combinée avec des sécheresses sévères entre 2200 et 2150 avant notre ère (événement climatique de 4200 AP), cause finalement l'entrée du pays dans une période de famines et de troubles, appelée la Première Période intermédiaire et qui dure environ 140 ans.

### Première Période intermédiaire
Avec l'effondrement de l'administration centrale égyptienne à la fin de l'Ancien Empire, l'administration ne peut plus soutenir ou stabiliser l'économie du pays. En temps de crise, les gouverneurs des régions ne peuvent pas compter sur l'aide du roi et les pénuries alimentaires qui en découlent se transforment alors en famines et les différends politiques dégénèrent en petites guerres civiles. Pourtant, en dépit des difficultés, les dirigeants locaux qui ne doivent aucun tribut au pharaon usent de leur indépendance nouvellement acquise pour établir une culture florissante dans les provinces. Comme celles-ci contrôlent leurs propres ressources, les provinces s'enrichissent, comme en témoignent les sépultures plus vastes et de meilleure qualité dans toutes les classes sociales. Dans un élan de créativité, les artisans provinciaux adoptent et adaptent les motifs culturels autrefois réservés à la royauté de l'Ancien Empire. Dans le même temps, les scribes développent des styles littéraires exprimant l'optimisme et l'originalité de l'époque.
Libérés de leur loyauté envers le pharaon, les dirigeants locaux commencent à rivaliser pour le contrôle du territoire et du pouvoir. En 2160 av. J.-C., les dirigeants d'Hérakléopolis contrôlent la Basse-Égypte, tandis qu'un clan rival basé à Thèbes, la famille Antef, prend le contrôle de la Haute-Égypte. À mesure que la puissance des Antef grandit, leur contrôle s'étend de plus en plus vers le nord, jusqu'à ce qu'un affrontement entre les deux dynasties rivales devienne inévitable. Autour de 2055 avant notre ère, les forces thébaines sous le règne de Nebhepetrê Montouhotep II défont finalement les dirigeants hérakléopolitains. Ils réunissent à nouveau les deux royaumes et inaugurent ainsi une période de renaissance économique et culturelle appelée le Moyen Empire.

### Moyen Empire

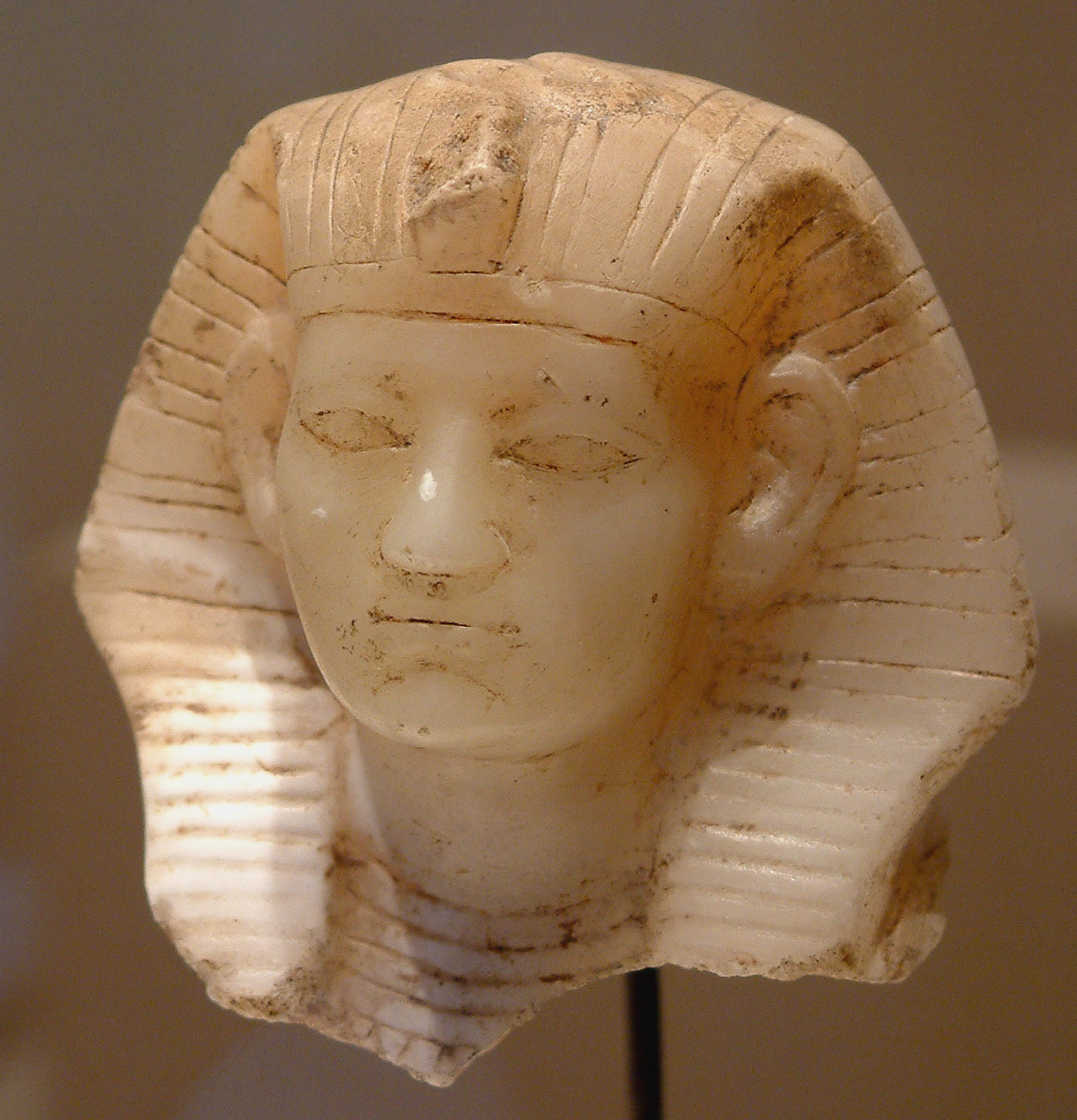
Tête d'Amenemhat III, dernier roi du Moyen Empire.

Les souverains du Moyen Empire restaurent la prospérité et la stabilité du pays, stimulant ainsi une résurgence de l'art, de la littérature et des projets de construction monumentale. Montouhotep II et ses successeurs de la XIe dynastie règnent sur Thèbes jusqu'à ce que le vizir Amenemhat déplace la capitale à Licht (Fayoum) juste après son couronnement autour de 1985 avant notre ère,. À partir de la ville de Licht, les pharaons de la XIIe dynastie entreprennent un vaste projet de remise en état et d'irrigation des terres pour augmenter la production agricole dans la région. En outre, l'armée reconquiert la Nubie, région riche en carrières et en mines d'or, tandis que les ouvriers construisent une structure défensive dans l'est du delta, appelée les « Murs du Prince », pour se défendre contre une attaque étrangère.
Avec la stabilisation du pouvoir politique et militaire, et l'opulence générée par l'exploitation des terres agricoles et des mines, la population du pays croît en même temps que les arts et la religion. Contrairement au comportement élitiste de l'Ancien Empire envers les dieux, le Moyen Empire connaît une recrudescence de la piété (que l'on pourrait qualifier aujourd'hui de démocratisation) pour l'Au-Delà, dans lequel l'âme de tout homme est accueillie après la mort parmi les dieux. De nouveaux sommets de perfection technique sont atteints au Moyen Empire, à travers la littérature qui traite de sujets et de personnages sophistiqués avec un style éloquent et la sculpture de reliefs qui saisissent les moindres détails de chaque chose.
Le dernier grand souverain du Moyen Empire, Amenemhat III, laisse des colons asiatiques s'installer dans la région du delta du Nil pour fournir de la main d'œuvre à ses travaux particulièrement ambitieux. Ses campagnes d'extraction minière et de construction, combinées avec les crues du Nil plus tard dans son règne, mettent à rude épreuve l'économie et précipitent le pays dans un lent déclin, lors de la Deuxième Période intermédiaire. Au cours de ce déclin, correspondant aux XIIIe et XIVe dynasties, les Asiatiques prennent peu à peu le contrôle de la région du delta pour finalement monter sur le trône d'Égypte, sous le nom d'Hyksôs.

### Deuxième Période intermédiaire
Vers 1650 avant notre ère, tandis que le pouvoir des pharaons du Moyen Empire s'affaiblit, les immigrants asiatiques vivant dans la ville d'Avaris, dans le delta oriental, prennent le contrôle de la région et contraignent le gouvernement central à se retirer à Thèbes, où le pharaon est traité comme un vassal qui doit rendre hommage. Les Hyksôs (littéralement, les « souverains étrangers ») imitent le modèle de gouvernement égyptien et se désignent eux-mêmes comme des pharaons, intégrant ainsi les éléments égyptiens dans leur culture correspondant au milieu de l'âge du bronze.
Après leur repli, les rois de Thèbes se retrouvent pris en étau entre les Hyksôs au nord et leurs voisins nubiens au sud, les Koushites. Après une centaine d'années d'inaction, les forces thébaines se rassemblent vers 1555 avant notre ère et contestent le pouvoir des Hyksôs dans un conflit qui s'étend sur plus de trente ans. Les pharaons Seqenenrê Tâa et Kamosé réussissent à vaincre les Nubiens. Mais ce n'est que le successeur de Kamosé, Ahmôsis Ier, qui mène avec succès une série de campagnes qui libère définitivement l'Égypte de la présence des Hyksôs. L'armée devient ainsi une priorité pour les pharaons du Nouvel Empire. Elle permettra l'extension des frontières et sa domination complète sur le Proche-Orient.

### Nouvel Empire

L'étendue de l'Égypte antique à son apogée.

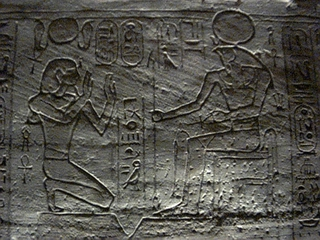
Temple de Ramsès II à Abou Simbel.

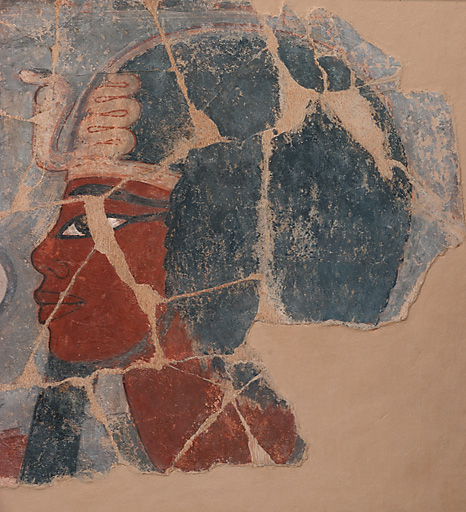
Peintures provenant du tombeau d'Amenhotep III.

Les pharaons du Nouvel Empire instaurent une période de prospérité sans précédent. Ils sécurisent leurs frontières et renforçant les liens diplomatiques avec leurs voisins. Les campagnes militaires menées par Thoutmôsis Ier et son petit-fils Thoutmôsis III étendent l'influence des pharaons en Syrie et en Nubie. Elles renforcent également les loyautés et ouvrent l'accès à des ressources essentielles telles que le bronze et le bois. Les pharaons du Nouvel Empire commencent une campagne de grande envergure pour promouvoir le dieu Amon, dont le culte est basé à Karnak. Ils construisent également des monuments à la gloire de leurs propres réalisations, tant réelles qu'imaginaires. La reine-pharaon Hatchepsout utilise ce type de propagande pour légitimer ses prétentions au trône. Son règne est marqué par des expéditions commerciales vers le pays de Pount, un temple mortuaire prestigieux, deux obélisques colossaux et une chapelle à Karnak. Cependant, malgré ses réalisations, son neveu et beau-fils Thoutmôsis III cherche à effacer son héritage vers la fin de son règne, peut-être en guise de représailles pour avoir usurpé son trône.
Amenhotep III mène l’Égypte à l’apogée de sa puissance. Il construit et aménage plusieurs grands temples durant son règne long et pacifique.
Vers 1355 avant notre ère, la stabilité du Nouvel Empire est menacée quand Amenhotep IV monte sur le trône et impulse une réforme religieuse et une série de mesures radicales et chaotiques. Changeant son nom en Akhenaton, il promeut le dieu soleil, Aton, comme divinité suprême et supprime le culte des autres divinités. Il transfère sa capitale à Akhetaton (Tell el-Amarna, de nos jours). Il délaisse les affaires étrangères, tout absorbé qu'il est par sa nouvelle religion et son style artistique. Après sa mort, le culte d'Aton est rapidement abandonné et les pharaons ultérieurs Toutânkhamon, Aÿ et Horemheb effacent toute référence à l'hérésie d'Akhenaton, maintenant appelée l'époque amarnienne.
Vers 1279 avant notre ère, Ramsès II monte sur le trône. Il continue à construire plus de temples, à ériger de nouvelles statues et obélisques et engendre plus d'enfants que tout autre pharaon dans l'histoire. En chef militaire audacieux, Ramsès II conduit son armée contre les Hittites à la Bataille de Qadesh. Le résultat de cet affrontement est indécis. Ramsès conclut finalement le premier traité de paix connu de l'Histoire, vers 1258 avant notre ère.
La richesse de l'Égypte fait cependant de ce pays une cible pour l'invasion, en particulier pour les Libyens et les Peuples de la mer. Au début, l'armée réussit à repousser ces invasions, mais l'Égypte perd le contrôle de la Syrie et de la Palestine. L'effet des menaces extérieures est par ailleurs aggravé par des problèmes internes, comme la corruption, le pillage des tombes et les troubles civils. Les grands prêtres du temple d'Amon à Thèbes accumulent de vastes étendues de terres et des richesses qui contribuent à l'accroissement de leur influence durant la Troisième Période intermédiaire.

### Troisième Période intermédiaire

Autour de 730 avant notre ère, les Libyens de l'ouest provoquent la fracture de l'unité politique égyptienne.

Après la mort de Ramsès XI, en 1078 avant notre ère, Smendès prend le contrôle de la partie nord de l'Égypte, à partir de la ville de Tanis. Le sud du pays est alors contrôlé par les grands prêtres d'Amon à Thèbes, qui ne reconnaissent Smendès que de nom. Pendant ce temps, les Libyens s'installent dans le delta occidental, où leurs chefs prennent de plus en plus d'autonomie. Les princes libyens prennent le contrôle du delta sous Sheshonq Ier, en 945 avant notre ère, fondant ainsi la dynastie d'origine libyenne ou bubastite, qui règne pendant environ 200 ans. Sheshonq reprend également le contrôle du sud de l'Égypte, en plaçant des membres de sa famille à des postes clés du clergé. Mais le pouvoir des bubastites s'affaiblit lorsqu'une dynastie rivale émerge dans le delta, à Léontopolis, et lorsque les Koushites menacent le sud du pays. Autour de 727 avant notre ère, le roi Koushite Piânkhy envahit le sud de l'Égypte et prend le contrôle de Thèbes, puis finalement du delta.
Le prestige de l'Égypte chute considérablement à la fin de la Troisième Période intermédiaire. Ses alliés étrangers tombent en effet sous la sphère d'influence de l'Assyrie et, à partir de 700 avant notre ère, la guerre entre les deux États devient inévitable. Entre 671 et 667 avant notre ère, les Assyriens entament les hostilités contre l'Égypte. Les rois nubiens Taharqa et son successeur Tanoutamon sont en conflit permanent avec les Assyriens, mais les dirigeants nubiens accumulent les victoires. Les Assyriens repoussent finalement les Koushites en Nubie, occupent la ville de Memphis et saccagent les temples de Thèbes.

### Basse Époque
En l'absence de plans de conquête permanente, les Assyriens abandonnent le contrôle de l'Égypte à une série de vassaux, connus sous le nom de rois saïtes de la XXVIe dynastie. Dès 653 av. J.-C., le roi Psammétique Ier chasse les Assyriens avec l'aide de mercenaires grecs recrutés pour former la première armée navale d'Égypte. L'influence grecque s'accroît considérablement à mesure que la ville de Naucratis devient le foyer des Grecs dans le delta. Les rois saïtes basés dans la nouvelle capitale de Saïs connaissent une brève mais vive résurgence dans l'économie et la culture. Mais en 525 avant notre ère, les Perses dirigés par Cambyse II commencent leur conquête de l'Égypte et finissent par capturer le pharaon Psammétique III à la bataille de Péluse. Cambyse II prend alors le titre de pharaon, mais gouverne depuis sa ville natale de Suse en laissant l'Égypte sous le contrôle d'un satrape. Plusieurs révoltes contre les Perses sont couronnées de succès au Ve siècle, mais l'Égypte n'est pas en mesure de les chasser définitivement.
À la suite de son annexion par la Perse, l'Égypte est regroupée avec Chypre et la Phénicie dans la sixième satrapie de l'empire perse achéménide. Cette première domination perse sur l'Égypte, aussi connue comme la XXVIIe dynastie, prend fin en 402 avant notre ère. De 380 à 343 avant notre ère, la XXXe dynastie est la dernière maison royale autochtone à régner sur l'Égypte, avec Nectanébo II. Un bref retour de la domination perse, parfois désigné sous le nom de XXXIe dynastie, commence en 343 avant notre ère. Après onze ans seulement, en 332 av. J.-C., le souverain perse Mazaces remet le trône d'Égypte sans remettre en cause l'autorité d'Alexandre le Grand.

### Dynastie ptolémaïque ou lagide
En 332 avant notre ère, Alexandre le Grand conquiert l'Égypte avec peu de résistance de la part des Perses achéménides. Il est accueilli par les Égyptiens comme un libérateur. L'administration établie par les successeurs d'Alexandre, les Lagides ou Ptolémées, est fondée sur un modèle égyptien dont la nouvelle capitale est Alexandrie. La ville sert à mettre en valeur la puissance et le prestige de la domination grecque et devient un siège d'apprentissage et de culture, autour de la célèbre bibliothèque d'Alexandrie. Le phare d'Alexandrie éclaire alors le chemin de nombreux bateaux de commerce sur lesquels les Ptolémées basent l'économie du pays, avec notamment l'exportation du papyrus.
La mort d’Alexandre, en 323 avant notre ère, plonge son empire dans une crise de succession. Il n’a aucun héritier en âge de gouverner. Le royaume est alors divisé lors de l’accord de Babylone. Le général Ptolémée réunit sous sa tutelle toute la satrapie égyptienne. La crise de succession va durer jusqu’en 306 avant notre ère, avec l’avènement des diadoques et l’extinction de la dynastie d’Alexandre, la dynastie des Argéades. En 306-305 avant notre ère, les généraux restants ayant réussi à maintenir leur autorité sur une parcelle de l’empire d’Alexandre vont alors se faire proclamer « basileus ». Ptolémée devient alors pharaon en 305 avant notre ère, fondant la dynastie des Lagides. Cette nouvelle indépendance permet un retour de l'Égypte comme puissance régionale. Le royaume retrouve la situation précédente assez caractéristique, lorsque l’État égyptien était indépendant, c’est-à-dire un rôle régional important avec une rivalité forte, voir menaçante à l’est (assyriens, babyloniens, perses).
Afin de s'assurer de la fidélité du peuple, les Ptolémée soutiennent les traditions, garantissant ainsi que les traditions égyptiennes ne soient pas supplantées par la culture grecque. Toutefois, il faut nuancer ce soutien. Les Ptolémée continuent à cultiver leurs origines grecques. Selon Pausanias, dans le Livre X, chapitre 7, « les rois d'Égypte aimaient beaucoup qu’on les appelât Macédoniens ». Le pharaon s’efface donc au profil du « basileus » et l’élite du royaume est grecque. Les Grecs réutilisent néanmoins le système très hiérarchisé de l'Égypte, s’appuyant sur une administration ancienne qui a fait ses preuves.
Le nouveau pouvoir construit aussi de nouveaux temples de style égyptien, avec l'appui des cultes traditionnels. Certaines traditions fusionnent, comme le syncrétisme du panthéon divin, à mi-chemin entre les divinités grecques et égyptiennes (tel que Sarapis), ou les motifs traditionnels égyptiens influencés par la sculpture grecque.
Toutefois, le développement des temples égyptiens est avant tout une habile politique des Lagides. Sous les anciennes dynasties, les temples formaient un contre-pouvoir face au pharaon. Les Lagides mettent fin à l’indépendance des temples, évitant ainsi une opposition de ses derniers. Pour cela, Ptolémée Ier reprend les donations aux temples — tradition des dynasties « indigènes » — qui ont été supprimées sous la domination perse. Ce renouveau des dons satisfait la population égyptienne, et les temples, assurant leur loyauté durant les guerres des Diadoques. En 260 avant notre ère, Ptolémée II impose définitivement la domination royale sur les temples, en réorganisant le clergé. Les différents clergés vont être unifiés et placés sous la responsabilité d’un chef, le grand prêtre de Ptah à Memphis. Ptolémée II règlemente le système des dons. Les taxes sont directement perçues par l’État et reversées aux temples, les rendant tributaires du pouvoir ptolémaïque.
Malgré leurs efforts pour apaiser les Égyptiens, les Ptolémée sont contestés par des révoltes de la population indigène, des rivalités familiales et la puissante foule d'Alexandrie qui devient un acteur politique à partir du règne de Ptolémée IV.
L'Égypte est divisée en deux, la Basse-Égypte étant bien plus hellénisée que la Haute-Égypte. Entre 219 et 217 avant notre ère, la quatrième guerre de Syrie contre l’empire séleucide conduit l'Égypte au bord du gouffre. Le royaume risque l’invasion mais parvient à l'éviter grâce à la victoire de Raphia. Cette guerre ruine le royaume, et les Lagides sont obligés d’enrôler des soldats égyptiens. Pour la première fois sous les Ptolémée, l'armée  qui combat n'est pas majoritairement grecque mais égyptienne. La guerre empêche aussi le versement des dons aux temples. En 215 avant notre ère, Thèbes et la Haute-Égypte se révoltent contre le pouvoir d’Alexandrie. Il faut attendre -186 pour voir le pouvoir ptolémaïque s’imposer de nouveau dans le sud du pays. Cette grande révolte pousse les Lagides à réformer le sud de l'Égypte et à y appliquer l'organisation de la Basse-Égypte. Le pouvoir royal pousse aussi les Grecs à aller s’installer dans le sud pour helléniser la Haute-Égypte. Petit à petit, les révoltes ne cherchent plus à instaurer un pharaon thébain, l’opposition entre Égyptiens et Grecs va laisser place à une guerre entre Grecs. En 88, et jusqu’en 85 avant notre ère, le sud se révolte lors d’une guerre dynastique.
À mesure que Rome compte davantage sur ses importations de grains provenant d'Égypte, les Romains s'intéressent fortement à la situation politique du pays. La poursuite des révoltes égyptiennes, l'ambition exacerbée des politiciens et les puissants opposants séleucides rendent cette situation instable. Elle conduit Rome à envoyer des forces pour sécuriser le pays et en faire une province de son empire.
En 2019 de notre ère, un temple datant du règne de Ptolémée IV est découvert près du village de Kom Ishqaw, où se situait Per-Ouadjet, ville du dixième Nome de Haute-Égypte. Cependant la ville pourrait être plus ancienne, remontant à la IVe dynastie selon les premières mentions relevées dans la ville.

### Période romaine

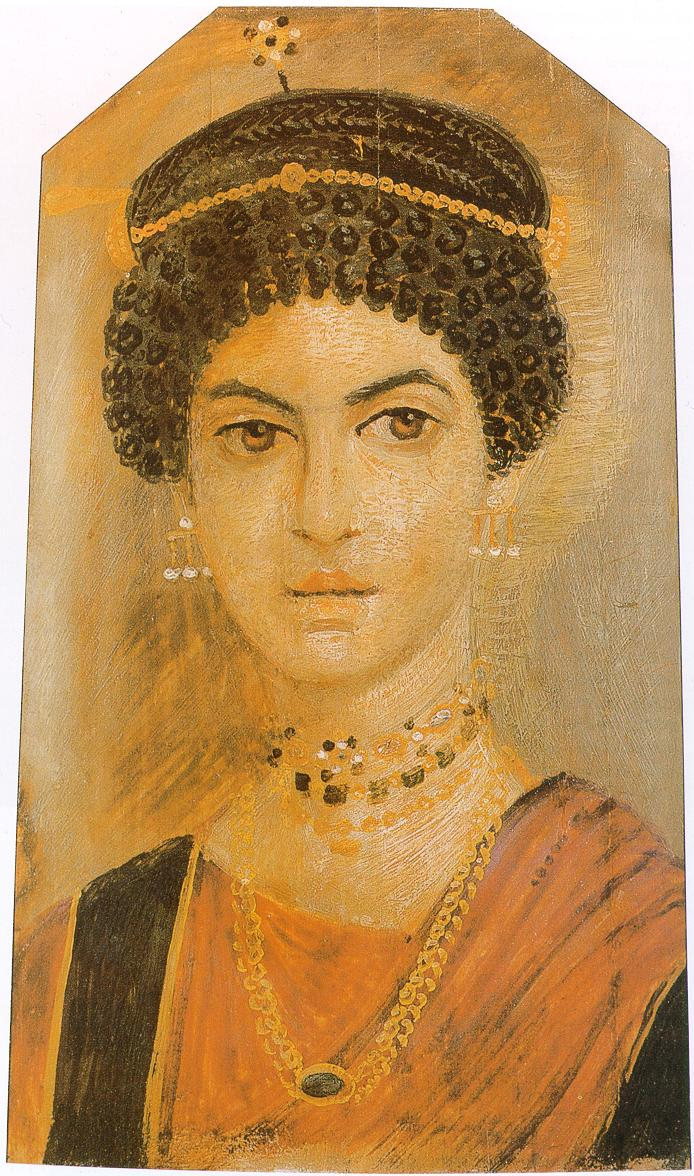
Portrait incarnant la rencontre des cultures égyptiennes et romaines.

L'Égypte devient une province de l'Empire romain en 30 avant notre ère, après la défaite de Marc Antoine et de Cléopâtre VII par Octave (le futur empereur Auguste) lors de la bataille d'Actium. Les Romains dépendent alors fortement des expéditions de grain en provenance d'Égypte, et la légion romaine, sous le contrôle d'un préfet nommé par l'Empereur, réprime les révoltes, applique strictement la collecte de lourdes taxes et empêche les attaques de bandits qui devenaient de plus en plus répandues. Alexandrie devient un centre de plus en plus important sur la route commerciale vers l'Orient, au fur et à mesure qu'augmente la demande de Rome pour l'exotisme oriental.
Bien que les Romains aient une attitude plus hostile que les Grecs à l'égard des Égyptiens, certaines traditions comme la momification et le culte des dieux traditionnels se poursuivent. L'art du portrait de momies est florissant et quelques-uns des empereurs romains se font eux-mêmes dépeindre sous les traits de pharaons, mais dans une moindre mesure toutefois que les Ptolémées. L'administration locale adopte le style de l'administration romaine et reste fermée aux Égyptiens indigènes>.
Dès le milieu du Ier siècle de notre ère, le christianisme s'enracine à Alexandrie sous la forme d'un culte alternatif accepté. Il s'agit toutefois d'une religion sans compromis qui cherche à gagner des convertis issus du paganisme, menaçant ainsi les traditions religieuses populaires. Cela conduit à la persécution des convertis au christianisme dont le point culminant est atteint avec les grandes purges ordonnées par Dioclétien en 303. En 391, l'empereur chrétien Théodose présente une loi qui interdit les rites païens et ferme les temples. Alexandrie devient le théâtre de grandes émeutes anti-païennes au cours desquelles l'imagerie religieuse publique et privée est détruite. Par conséquent, la culture païenne de l'Égypte décline progressivement. Alors que la population indigène continue à parler sa langue, l'aptitude à lire les hiéroglyphes disparait avec la diminution du rôle des prêtres et prêtresses des temples égyptiens. Les temples sont d'ailleurs parfois transformés en églises ou abandonnés dans le désert.

### Résumé
C'est vers le début du Néolithique que des tribus commencent à se rassembler dans la fertile vallée du Nil, pour aboutir à la constitution de deux royaumes politiquement distincts mais étroitement liés par une culture commune : la Haute-Égypte au sud, et la Basse-Égypte au nord (le Nil coule du sud vers le nord, d'où ces appellations). La tradition attribue au royaume du sud mené par Narmer l'unification du pays et l'établissement des premières institutions pharaoniques.
Le découpage de l'histoire de l'Égypte en grandes périodes et en trente et une dynasties est hérité du prêtre-historien Manéthon qui vivait dans l'Égypte du IIIe siècle avant notre ère, alors sous domination macédonienne. Les anciens Égyptiens ne faisaient pas cette distinction : pour eux la monarchie était continuelle.
- Jusqu'au XXXIe siècle avant notre ère : peuplement le long du Nil et période prédynastique. Progressivement se constituent deux royaumes rivaux : le Nord (Basse-Égypte) et le Sud (Haute-Égypte).
- En 3100 avant notre ère : L'écriture hiéroglyphique naît en Égypte.
- D'environ 3100 à 2650 avant notre ère : période thinite. Les rois du sud envahissent le delta du Nil et unifient le pays. Ils fondent la Ire dynastie et s'établissent à Thinis, près d'Abydos.
- De 2650 à 2150 avant notre ère : l'Ancien Empire, « âge d'or » de l'Égypte. Période très longue (environ 500 ans) où sont posées les bases de la civilisation égyptienne : arts, philosophie, religions, institutions politiques… C'est l'époque où l'on met en œuvre des chantiers gigantesques pour bâtir les premières pyramides.
- De 2150 à 2060 avant notre ère : Première Période intermédiaire ; contestation de l'autorité royale et soulèvement des gouverneurs de province (nomarques). La crise politique aboutit à une guerre civile entre le nord et le sud. Montouhotep II finit par imposer la dynastie thébaine du sud.
- De 2060 à 1785 avant notre ère : durant le Moyen Empire le pays retrouve une certaine sérénité propice à de nouveaux engagements militaires et à la floraison d'un art sobre et élégant. Règne des Senouseret (Sésostris) dont s'inspirera le célèbre « conte de Sinouhé ».
- De 1785 à 1580 avant notre ère : Deuxième Période intermédiaire ; peu à peu, un peuple d'envahisseurs venus de l'Est s'installe dans le delta du Nil pour finalement fonder son propre État. Bénéficiant d'une certaine avance technologique (ils introduisent les chevaux et le char de guerre), les Hyksôs occupent le nord, fondent leur propre dynastie et soumettent les provinces du sud.
- De 1580 à 1085 avant notre ère : Nouvel Empire. Les efforts conjugués de trois rois thébains (Seqenenrê Tâa, Kamosé et Ahmôsis Ier) sont nécessaires pour chasser les Hyksôs hors d'Égypte. Le renouveau qui s'ensuit donne lieu à l'apogée de la puissance égyptienne. Son influence s'étend et sa culture rayonne jusqu'aux frontières de la Mésopotamie. Les arts deviennent extrêmement raffinés, les temples de Karnak et Louxor sont agrandis ; naissent ainsi les somptueuses tombes de la vallée des Rois, les temples d'Abou Simbel… XVIIIe et XIXe dynasties : les Amenhotep (Aménophis en grec), Thotmès (Thoutmôsis), Ramsès (de Ier à XI), ainsi qu'Hatchepsout, Akhenaton et Toutânkhamon…
- De 1080 à 332 avant notre ère : Troisième Période intermédiaire et Basse Époque. L'Égypte des pharaons amorce son déclin. Affaibli par des menaces extérieures, le pouvoir est accaparé par quelques princes et prêtres qui se proclament rois. Des Libyens puis des Éthiopiens réussissent temporairement à restaurer un semblant d'ordre qui ne dure pas. Des guerres intestines constantes font plonger le pays dans une semi-anarchie. Dynasties libyennes, koushites, de Saïs… Les Assyriens pillent Thèbes et ses grands temples. L'art, sous influence étrangère, se fait grossier et dégénère. Les Perses occupent le pays. Après une révolte difficile, Nectanébo II est le dernier pharaon autochtone.
- De 332 à 30 avant notre ère : la période hellénistique (ou ptolémaïque) commence par la libération du pays par Alexandre le Grand. Celui-ci refoule les Perses, fonde une nouvelle capitale - Alexandrie - en 331 avant notre ère et lance une série de chantiers. À sa mort, le général Ptolémée avec lequel il était très lié prend possession de l'Égypte et crée la dynastie lagide. Les Macédoniens comprennent qu'ils gouvernent un peuple aux traditions millénaires et en tirent parti : ils favorisent le culte d'Isis et de Sarapis dont la renommée atteindra Rome. En -48, pour s'attirer les bonnes grâces de César dont la gloire ne cesse de croître, le roi Ptolémée XIII fait assassiner son rival, le consul Pompée. Ce meurtre déshonorant produit l'effet inverse : César occupe la capitale et devient l'amant de la sœur-épouse du roi, Cléopâtre VII Philopator, qu'il installe sur le trône. À la mort du dictateur, la reine d'Égypte prend le parti de Marc Antoine contre Octave pour le pouvoir à Rome. Elle est finalement vaincue à Actium en 31 avant notre ère et rentre à Alexandrie où elle se donne la mort le 15 août.
- 30 avant notre ère : Octave, neveu de César, est proclamé Empereur à Rome sous le nom d'Auguste. Il fait disparaître le fils de Cléopâtre, Ptolémée XV Césarion, dernier héritier légitime du trône. Désormais l'Égypte ne sera plus qu'une province du nouvel Empire romain.

La fin de l'histoire égyptienne antique varie en fonction du point de vue adopté. Elle s'achève :
- d'un point de vue ethnologique, à la mort du dernier pharaon autochtone, Nectanébo II en 343 avant notre ère ;
- d'un point de vue politique, à la mort du dernier souverain autonome, Ptolémée XV Césarion en 30 avant notre ère ;
- d'un point de vue culturel, lors de la conversion du dernier temple égyptien en église copte, le temple d'Isis à Philæ en 535 (fermeture en 551).

## Géographie
La géographie de l’Égypte antique, d’un point de vue environnemental, est assez proche de celle de l’Égypte contemporaine. L’Égypte est un pays au climat désertique chaud dont seules les bandes fertiles de part et d’autre du Nil, le delta et quelques oasis, sont propres à l’implantation humaine. Le reste est recouvert par le désert Libyque à l’ouest, le désert égyptien à l’est et le Sinaï au nord-est.
Les frontières traditionnelles de l’Égypte antique sont assez semblables aux frontières de l’Égypte moderne. Ainsi, dans l’Ancien Empire, le pays est délimité au nord par la mer Méditerranée, au sud par la première des cataractes du Nil, à l’ouest par le désert Libyque et à l’est par la mer Rouge, le Sinaï et la région de Gaza.

## Gouvernement et économie

### Organisation politique

Le pharaon est souvent représenté avec les symboles du pouvoir royal.

L'Égypte antique est une monarchie théocratique. Bien plus qu'un roi, le pharaon est à la fois l'administrateur principal, le chef des armées, le premier magistrat et le prêtre suprême de l'Égypte. En effet, Pharaon avait une mission à remplir : mettre en œuvre la règle de Maât sur Terre, c'est-à-dire assurer l'harmonie entre les hommes et le ciel, être garant de la morale de son peuple, contribuant ainsi à assurer son éternité. Pour exercer son contrôle sur les terres et les ressources, le pharaon s'appuie sur une administration composée de fonctionnaires qui gère ses affaires au quotidien. Cette administration est dirigée par son homme de confiance, le vizir, qui agit comme représentant du roi et coordonne l'arpentage des terres, le trésor, les projets de construction, le système juridique et les archives.
Le territoire égyptien est découpé en quarante-deux régions administratives, appelées nomes, qui sont chacune régie par un nomarque, responsable devant le vizir de sa compétence. Les temples constituent l'épine dorsale de l'économie égyptienne. Ainsi, les temples sont non seulement des lieux de culte mais ils sont également responsables de la collecte et du stockage des richesses de la nation dans un système administré de greniers et de trésoreries qui redistribuent les céréales et les biens.

### Organisation sociale
La société égyptienne est très stratifiée et le statut social de chaque individu est expressément affiché. Les agriculteurs constituent la grande majorité de la population bien qu'ils ne détiennent la propriété ni de leurs produits, ni de leurs terres. En effet, les produits agricoles sont détenus directement par l'État, un temple ou une famille noble qui possède la terre. Les agriculteurs sont aussi soumis à un impôt sur le travail et sont obligés de travailler sur les projets d'irrigation ou de construction via un système de corvées. Les artistes et les artisans ont un statut plus élevé que les agriculteurs même s'ils sont eux aussi sous le contrôle de l'État. Ils travaillent dans des boutiques attenant aux temples et sont payés directement par le Trésor public. Les scribes et les fonctionnaires forment la classe supérieure dans l'Égypte antique, désignée sous le nom de « classe au pagne blanc » en référence aux vêtements de lin blanc qu'ils portent pour indiquer leur rang. Cette classe supérieure met en évidence son statut social dans l'art et la littérature. Juste en dessous de la noblesse se trouvent les prêtres, les médecins et les ingénieurs qui ont suivi une formation spécialisée dans leur domaine. Bien qu'aucune preuve n'indique que l'esclavage soit pratiqué à cette époque, s'il existait son éventuelle ampleur et sa prévalence restent inconnues.
Les Égyptiens de l'Antiquité considèrent les hommes et les femmes comme égaux devant la loi, quelle que soit la classe sociale. Le plus humble des paysans a ainsi le droit de présenter une requête auprès du vizir et de sa cour pour obtenir réparation. Les hommes et les femmes ont le droit de posséder et de vendre des biens, de conclure des contrats, de se marier et de divorcer, de recevoir un héritage et d'entamer des poursuites devant les tribunaux en cas de litige. Les couples mariés peuvent posséder des biens communs et se protéger du divorce en signant un contrat de mariage qui stipule les obligations financières du mari à sa femme et à ses enfants dans le cas où le mariage prendrait fin. Comparés à leurs homologues de la Grèce antique ou de Rome, les Égyptiennes bénéficient d'une grande liberté et de la possibilité de se réaliser sur le plan personnel. Plusieurs femmes dont Hatchepsout et Cléopâtre accèdent même au pouvoir suprême, alors que d'autres exercent un pouvoir religieux en tant qu'épouses d'Amon. En dépit de ces libertés, les Égyptiennes ne peuvent toutefois pas exercer de postes officiels dans l'administration et restent cantonnées à des rôles secondaires dans les temples, en raison d'une inégalité par rapport aux hommes devant l'instruction.

### Système judiciaire

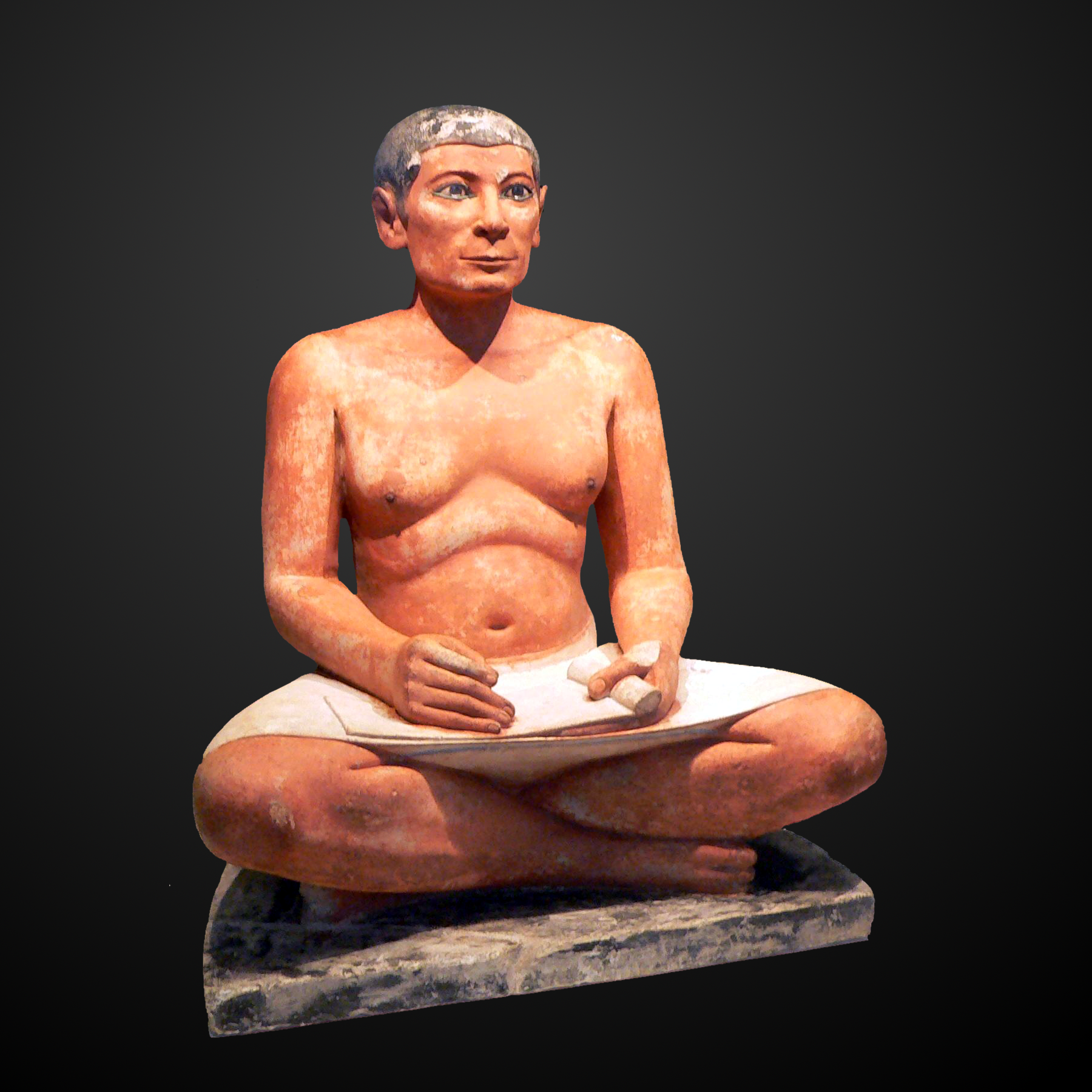
Les scribes ont la charge de consigner les taxes et tous les documents administratifs.

Au sommet du système judiciaire égyptien se trouve officiellement le pharaon qui est chargé de promulguer les lois, de rendre la justice et de maintenir l'ordre public, un concept que les anciens Égyptiens dénomment Maât. Même si aucun code juridique n'a survécu, les documents judiciaires de l'époque montrent que la loi égyptienne est fondée sur le bon sens entre le bien et le mal qui se base avant tout sur la résolution de conflits et sur la conclusion d'accords plutôt que sur un ensemble complexe de lois. Des conseils d'anciens, connus sous le nom de Kenbet dans le Nouvel Empire, sont chargés de statuer localement sur les affaires judiciaires impliquant des petites créances et des conflits mineurs. Les cas les plus graves impliquant des meurtres, des opérations immobilières importantes et du pillage de tombeau sont renvoyés à la Grande Kenbet, présidée par le vizir ou le pharaon. Les demandeurs et les défendeurs se représentent eux-mêmes et prêtent serment d'avoir dit toute la vérité. Dans certains cas, l'État assume à la fois le rôle de procureur et de juge. Il n'est alors pas rare que l'accusé soit passé à tabac pour obtenir des aveux et les noms des conspirateurs. Cependant, que les accusations soient graves ou non, les scribes judiciaires prennent acte par écrit de la plainte, des témoignages et du verdict de l'affaire pour future référence.
Suivant la gravité des actes incriminés, les sentences pour les crimes mineurs vont de la simple amende à la mutilation du visage, en passant par les coups ou l'exil. Les criminels les plus dangereux tels que les meurtriers ou les pilleurs de tombe sont condamnés à mort, soit par décapitation, par noyade ou par empalement. Dans les cas très graves, la sanction pouvait même être étendue à la famille du criminel. À partir du Nouvel Empire, les oracles jouent un rôle majeur dans le système juridique en rendant la justice dans les affaires civiles et pénales. La procédure consiste à demander au dieu un « oui » ou un « non » à une question concernant le bienfondé d'une affaire. Avec le support d'un certain nombre de prêtres, le dieu rend son jugement en choisissant l'une ou l'autre des réponses, en se penchant en avant ou en arrière ou en pointant l'une des réponses écrites sur une feuille de papyrus ou un ostracon.

### Commerce
Une grande partie de l'économie est centralisée et strictement contrôlée. Bien que les Égyptiens ne frappent pas la monnaie jusqu'à la Basse Époque, ils utilisent un système monétaire basé sur le troc, avec des sacs de grain ou des deben d'or ou d'argent pesant environ 91 grammes. Les salaires des travailleurs sont versés en grains : un simple ouvrier peut ainsi gagner cinq sacs et demi (soit 200 kg) de céréales par mois, alors qu'un contremaître peut gagner sept sacs et demi (soit 250 kg). Les prix des marchandises et des denrées sont fixés pour l'ensemble du territoire et sont consignés dans des listes pour faciliter les échanges. À titre d'exemple, une chemise coûte ainsi cinq deben de cuivre, tandis que le coût d'une vache est de 140 deben. Le grain peut ainsi être échangé contre d'autres biens, selon la liste de prix fixes. À partir du -Ve siècle, la monnaie est introduite en Égypte depuis l'étranger. Au début, les pièces sont utilisées comme quantités normalisées de métaux précieux, plutôt que comme une vraie monnaie. Toutefois, après quelques siècles, les négociants internationaux commencent à se fonder sur la monnaie.
Les Égyptiens établissent des relations commerciales avec leurs voisins pour obtenir des produits exotiques et rares qu'on ne peut pas trouver en Égypte. Dans la période prédynastique, ils mettent en place une route commerciale avec la Nubie pour obtenir de l'or et de l'encens et une colonie stationne également dans le sud de Canaan. Ils établissent également des liens commerciaux avec Canaan, comme en témoignent les cruches de pétrole de style cananéen trouvées dans les sépultures des pharaons de la première dynastie. Narmer possède également des céramiques égyptiennes produites au pays de Canaan et exportées vers l'Égypte,.
À partir de la deuxième dynastie, l'Égypte commerce avec Byblos pour s'approvisionner en bois de qualité. Sous la cinquième dynastie, le commerce avec le pays de Pount fournit des résines aromatiques, de l'or, de l'ébène, de l'ivoire et des animaux sauvages tels que des singes et des babouins. L'Égypte se repose aussi sur le commerce avec l'Anatolie pour acheter de l'étain ainsi que des réserves supplémentaires de cuivre, nécessaires à la fabrication du bronze. Les Égyptiens apprécient également le lapis-lazuli qui est importé du lointain Badakhshan. Parmi les autres partenaires commerciaux de l'Égypte en Méditerranée, on trouve également la Grèce et la Crète qui approvisionnent le pays en huile d'olive. Pour équilibrer sa balance commerciale, l'Égypte exporte surtout des céréales, de l'or, du lin, du papyrus, ainsi que d'autres produits finis parmi lesquels du verre et des objets en pierre.

### Agriculture

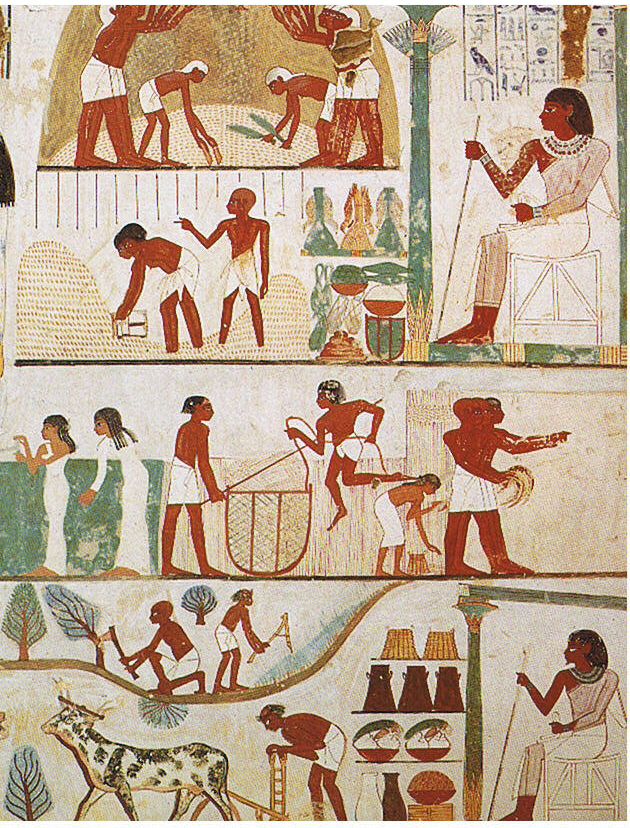
Un bas-relief mortuaire représentant le labour des champs, la récolte des cultures et le battage du grain.

Il existe un étonnant paradoxe entre l'image que les Égyptiens de l'Antiquité avaient de leur agriculture et l'image qu'en avaient les visiteurs étrangers. Ainsi, alors que les scribes dépeignent le métier d'agriculteur comme le plus harassant et ingrat des travaux manuels, les voyageurs grecs comme Hérodote et Diodore de Sicile s'extasiaient devant cette terre où les plantes semblaient pousser sans grand effort. Il est vrai que l'agriculture égyptienne connaît un grand succès pendant l'Antiquité en raison d'une combinaison de facteurs géographiques favorables, au premier rang desquels on peut citer la fertilité du sol résultant des inondations annuelles du Nil. Les Égyptiens sont donc en mesure de produire une nourriture abondante ce qui permet à la population de consacrer plus de temps et de ressources aux activités culturelles, technologiques et artistiques. Le rendement des terres est alors d'autant plus crucial que les taxes sont calculées sur la superficie des terres appartenant à un individu.
L'agriculture de l'Égypte est largement tributaire du cycle du Nil. Selon les Égyptiens, l'année se divise suivant trois saisons : Akhet (la saison des inondations), Peret (la saison des plantations) et Chémou (la saison des récoltes). Lors de la saison des inondations, qui dure de juin à septembre, se dépose sur les rives du fleuve une couche de minéraux riches en limon, idéale pour la croissance des cultures. Après le retrait des eaux de la crue, les agriculteurs labourent et plantent les graines dans les champs. La végétation entame alors sa période de croissance qui s'étend d'octobre à février. En raison de la faiblesse des précipitations en Égypte, les champs sont irrigués par des fossés et des canaux communiquant avec le Nil. De mars à mai, les agriculteurs utilisent des faucilles pour récolter leurs cultures qui sont ensuite battues avec un fléau pour séparer la paille du grain. À l'issue de cette opération de vannage, le grain est ensuite broyé en farine, brassé pour fabriquer la bière ou stocké pour un usage ultérieur.
Les Égyptiens cultivent l'amidonnier, l'orge et plusieurs autres céréales qui sont toutes utilisées pour produire les deux denrées de base que sont le pain et la bière. Arraché avant que la floraison ne commence, le lin est cultivé pour ses tiges fibreuses. Ces fibres sont séparées sur toute leur longueur, puis filées pour être ensuite utilisées pour tisser des vêtements et des draps en toile de lin. Le papyrus qui pousse sur les rives du Nil est utilisé dans la fabrication de papier. À proximité des habitations et sur des terrains plus élevés, des fruits et des légumes sont cultivés dans des parcelles de jardin qui sont arrosées manuellement. Parmi les fruits et légumes cultivés, on retrouve notamment des poireaux, de l'ail, des melons, des courges, des légumes secs, de la laitue, du raisin pour le vin.

### Ressources naturelles
L'architecture égyptienne est riche en pierres décoratives, en cuivre, en or, en minerais de plomb et en pierres semi-précieuses. Ces ressources naturelles permettent aux Égyptiens de construire des monuments, de sculpter des statues, de fabriquer des outils et des bijoux de mode. Les embaumeurs utilisaient des sels du ouadi Natroun pour la momification, qui fournissent également le gypse nécessaire pour faire du plâtre. Des formations rocheuses riches en minerais se trouvent dans les oueds inhospitaliers du désert d'Arabie et du Sinaï, ce qui nécessite l'organisation de grandes expéditions contrôlées par l'État afin d'y accéder sans encombre. Il y avait de nombreuses mines d'or en Nubie et l'une des premières cartes connues est celle d'une mine d'or de cette région. Le ouadi Hammamat est alors une source importante de granit, de grauwacke et d'or. Le silex est le premier minéral recueilli et utilisé pour fabriquer des outils. Par ailleurs, les bifaces en silex sont les plus anciennes preuves d'habitation de la vallée du Nil. Des nodules du minerai sont soigneusement taillés en flocons pour faire des lames et des pointes de flèches à dureté et à durabilité modérées, même après que le cuivre a été adopté pour les mêmes raisons.
Les Égyptiens se servaient des dépôts de galène à Gebel Rosas pour lester leurs filets, pour leurs fils à plomb ou pour réaliser des figurines. Cependant, le cuivre est le métal le plus courant dans la fabrication d'outils dans l'Égypte antique. Le cuivre est fondu dans des fours à partir du minerai extrait de la malachite en provenance du Sinaï. Les travailleurs recueillent l'or en lavant les sédiments alluvionnaires pour en extraire des pépites ou en broyant les minerais de quartzite aurifère. Les dépôts de fer trouvés en Haute-Égypte sont exploités durant la Basse Époque. Les pierres de construction de haute qualité sont abondantes en Égypte : le calcaire est charrié le long de la vallée du Nil, le granit est extrait d'Assouan et tant le basalte que le grès proviennent des oueds du désert d'Arabie. Les gisements de pierres de décoration tels que le porphyre, grauwacke, l'albâtre ou la cornaline parsèment le désert d'Arabie et sont recueillis avant même l’avènement de la première dynastie. Durant les périodes ptolémaïque et romaine, les mineurs travaillent dans les gisements d'émeraudes du ouadi Sikait et d'améthyste du ouadi el-Hudi.

## Langue

### Historique
L’égyptien ancien est une langue afro-asiatique étroitement liée aux langues berbères et sémitiques. C’est la langue ayant eu la plus longue existence, écrite de 3200 avant notre ère au Moyen Âge. Cette langue connut plusieurs périodes : l’égyptien ancien, le moyen égyptien (ou égyptien classique), le néo-égyptien, le démotique et le copte. Les modes d’écritures égyptiennes ne montrent pas de différences avant le copte, mais cette langue aurait connu des dialectes régionaux autour de Memphis et plus tard de Thèbes.
L'égyptien ancien est une langue synthétique mais devenu plus tard une langue isolante. Le néo-égyptien créa des articles définis et indéfinis qui remplacent les anciens cas. Il y a un changement de l'ancien ordre des mots verbe-sujet-objet pour celui sujet-verbe-objet. Les écritures hiéroglyphiques, hiératiques et démotiques furent remplacées par l'alphabet copte plus phonétique. Le copte est encore utilisé dans la liturgie de l'Église copte orthodoxe, et des traces de celui-ci se retrouvent encore aujourd’hui dans l’arabe égyptien.

### Sons et grammaire
L’ancien égyptien possède vingt-cinq consonnes similaires à celles des autres langues afro-asiatiques. Il s'agit notamment de consonnes pharyngales, emphatiques, fricatives et affriquées. Il a trois voyelles longues et trois courtes, mais leur nombre a augmenté dans les périodes tardives jusqu’à neuf. Les mots de base de l’égyptien, comme le sémitique et le berbère, sont les trilitères ou des bilitères de consonnes et semi-consonnes. Des suffixes leur sont ajoutés pour former les mots. La conjugaison des verbes correspond à la personne. Par exemple, le squelette triconsonnantique S-Ḏ-M est le noyau sémantique du mot « entendre » ; sa conjugaison de base est sḏm=f (« il entend »). Si le sujet est un nom, le suffixe n’est pas ajouté au verbe sḏm ḥmt (« la femme entend »).
Les adjectifs sont des dérivés de noms à travers un processus que les égyptologues appellent nisbation en raison de sa similitude avec l’arabe. L'ordre des mots est prédicat-sujet dans les phrases verbales et adjectivales, et sujet-prédicat dans les phrases nominales et adverbiales. Le sujet peut être déplacé vers le début de la phrase si elle est longue, et il est suivi par un pronom résurgent. Pour les verbes et les noms la négation est indiquée par la particule n, mais nn est utilisé pour les phrases adverbiales et adjectivales. L’accent tonique est placé sur la syllabe finale ou l’avant-dernière, qui peut être ouverte (CV) ou fermée (CVC).

### Écritures

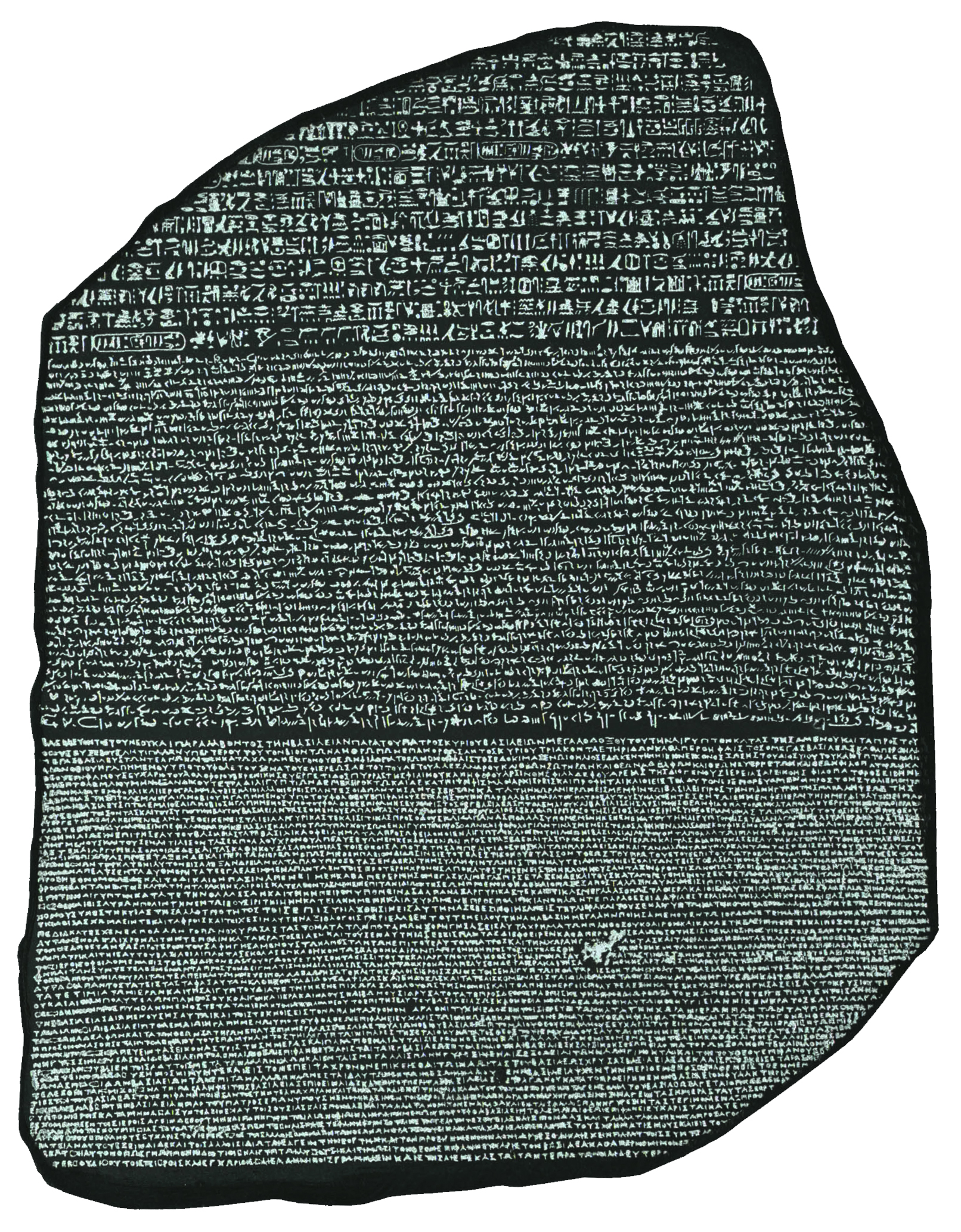
La pierre de Rosette a permis aux linguistes de commencer le processus de déchiffrement des hiéroglyphes.

L’apparition de l’écriture hiéroglyphique égyptienne date du XXXIIe siècle. C’est une écriture composée d’environ cinq-cents symboles pouvant représenter un mot, un son, ou un déterminant, le même symbole peut avoir plusieurs usages dans des contextes différents. Les hiéroglyphes étaient une écriture formelle, utilisée sur les monuments de pierre et dans les tombes, qui pouvaient être aussi détaillés que de simples œuvres d'art. Pour l’usage courant, les scribes utilisaient une forme d'écriture cursive, appelée hiératique, qui était plus rapide et plus facile à écrire. Alors que les hiéroglyphes pouvaient être écrits en lignes ou en colonnes dans les deux sens (de droite à gauche ou de gauche à droite), les hiératiques sont toujours écrit de droite à gauche, habituellement horizontalement. Une nouvelle forme d'écriture, le démotique, apparut et s'imposa, toujours avec les hiéroglyphes[réf. nécessaire].
Autour du Ier siècle, l'alphabet copte a commencé à être utilisé parallèlement à l’écriture démotique. Il est basé sur le grec avec l'ajout de certains signes démotiques. Bien que les hiéroglyphes demeurent utilisés dans un rôle protocolaire jusqu'au IVe siècle, seuls quelques prêtres pouvaient encore les lire. La dissolution des centres religieux traditionnels fit perdre définitivement la connaissance de l'écriture hiéroglyphique. Les tentatives visant à les déchiffrer aux époques byzantines et islamiques furent vaines. Ce n’est qu’en 1822, après la découverte de la pierre de Rosette et des années de recherche de Thomas Young et de Jean-François Champollion que les hiéroglyphes furent presque entièrement déchiffrés.

### Littérature

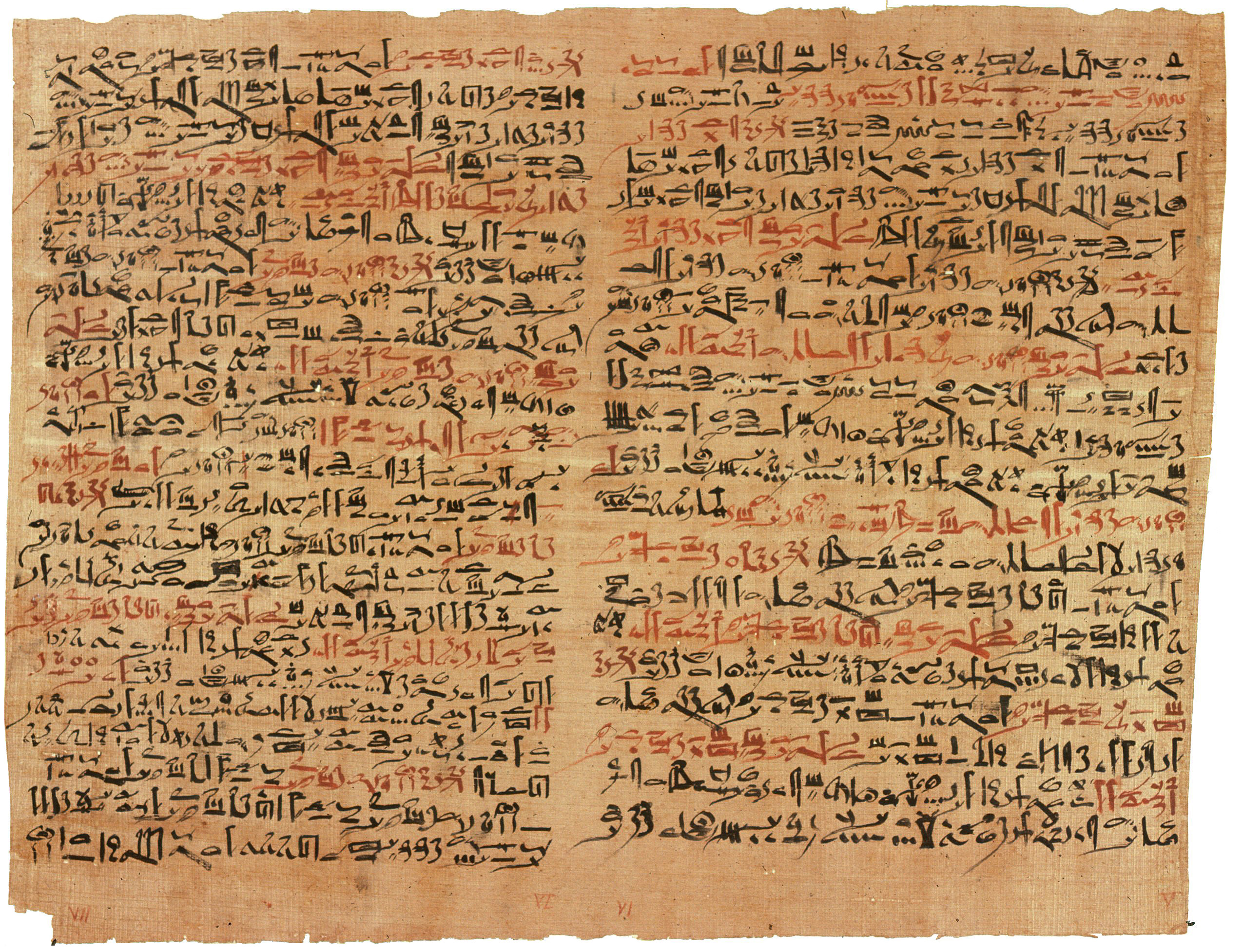
Le papyrus chirurgical Edwin Smith (avant notre ère) écrit en hiératique et décrivant l'anatomie du corps humain et des traitements.

L'écriture est apparue avec la royauté sur les titulatures et les étiquettes des objets trouvés dans des tombes royales. Ce fut surtout l’occupation des scribes, qui travaillaient dans la Per Ânkh ou maison de vie. Celle-ci comprend des bureaux, une bibliothèque (maison des livres), des laboratoires et des observatoires. Quelques-unes des plus célèbres œuvres de la littérature égyptienne antique, comme les textes des pyramides ou les textes des sarcophages, ont été écrites en égyptien classique, qui continue à être la langue de l'écriture jusqu’au XIVe siècle. L’égyptien parlé à partir du Nouvel Empire sert alors de langue d’écriture dans les documents administratifs ramessides, la poésie amoureuse et des contes, ainsi que dans le démotique et les textes coptes. Pendant cette période, la tradition de l'écriture a évolué dans les autobiographies des tombeaux comme ceux de Hirkhouf et d’Ouni. Le genre des Instructions a été développé pour communiquer les enseignements et les conseils de nobles célèbres ; le papyrus d'Ipou-Our, poème de lamentations décrivant les catastrophes naturelles et les bouleversements sociaux en est un exemple célèbre[réf. nécessaire].
Le Conte de Sinouhé, écrit en moyen égyptien, pourrait être l’œuvre la plus répandue de la littérature égyptienne. Le papyrus Westcar, série d'histoires racontées à Khéops par ses fils à propos de merveilles réalisées par des prêtres, fut écrit dans la même période. L’Enseignement d'Amenemopet est considéré comme l’un des chefs-d’œuvre de la littérature du Proche-Orient. Vers la fin du Nouvel Empire, la langue vernaculaire était plus souvent employée pour écrire des œuvres populaires comme l’Histoire d'Ounamon ou l’Enseignement d'Ani. Le premier raconte l'histoire d'un noble qui part pour acheter des cèdres du Liban, se fait voler sur son chemin et lutte pour rentrer en Égypte. Depuis le XIIIe siècle, les récits des histoires et des instructions, telles que les populaires Instructions d'Onchsheshonqy ainsi que des documents personnels et professionnels furent écrits en écriture démotique. Beaucoup d'histoires écrites en démotique au cours de la période gréco-romaine ont été situées dans des époques historiques antérieures, lorsque l'Égypte était une nation indépendante gouvernée par de grands pharaons tel Ramsès II.

## Culture

### Vie quotidienne

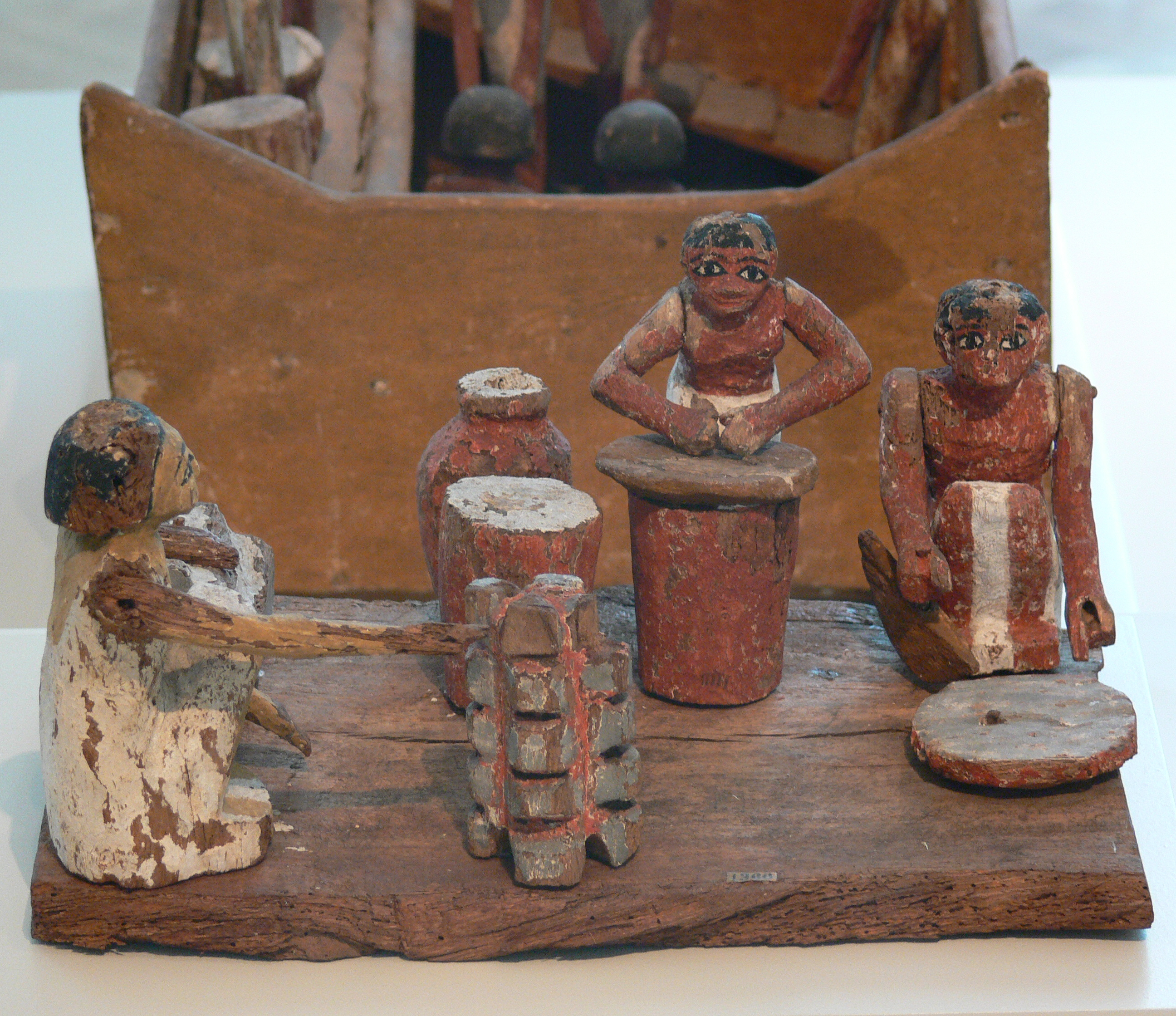
Maquette de cuisine de la.

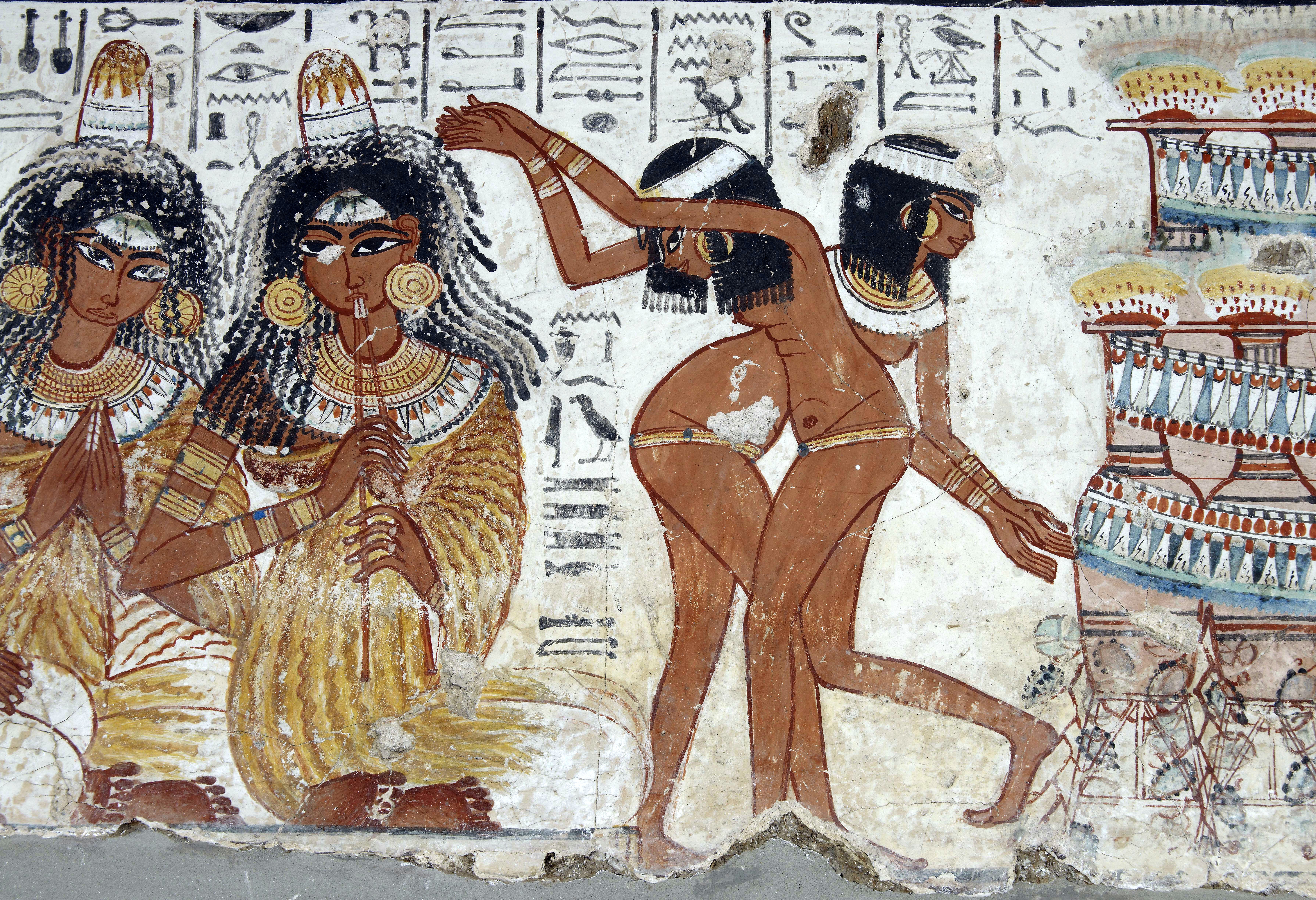
Les anciens Égyptiens ont maintenu un patrimoine culturel riche et complet avec des fêtes et festivals accompagnés de musique de danse.

La plupart des anciens Égyptiens étaient des paysans attachés à leurs terres. N’habitaient dans la même maison que les membres immédiats d’une famille. Ces maisons étaient construites en briques crues, conçues pour laisser la maison fraîche durant les chaudes journées. Chaque maison possédait une cuisine avec un toit ouvert, qui contenait une meule pour moudre la farine et un petit four pour cuire le pain. Les murs étaient peints en blanc et pouvaient être couverts de tentures de lin teints. Les planchers étaient couverts de nattes de roseau, tandis que des tabourets en bois, des planches surélevées du plancher et des tables individuelles formaient le mobilier.
Les anciens Égyptiens donnaient une grande importance à l’hygiène et à l’apparence. La plupart se baignaient dans le Nil et utilisaient un savon pâteux à base de graisse animale et de craie. Les hommes rasaient tout leur corps pour la propreté, et des parfums aromatiques et des onguents couvraient les mauvaises odeurs. Les vêtements étaient fabriqués à partir de draps de lin blanc simple qui ont été blanchis, les hommes et les femmes riches ne portaient pas toujours des perruques contrairement aux croyances, mais des bijoux et cosmétiques. Les enfants vivaient sans vêtements jusqu'à la puberté, à environ douze ans. À cet âge, les garçons étaient circoncis et avaient la tête rasée. Les mères avaient la responsabilité de prendre soin des enfants tandis que le père assurait un revenu à la famille.
L'alimentation de base se composait de pain et de bière, complétés avec des légumes comme les oignons et l'ail, et des fruits tels que les dattes et les figues. Le vin et la viande étaient appréciés les jours de fête tandis que les classes supérieures en consommaient plus régulièrement. Les poissons, la viande et la volaille pouvaient être salés ou séchés, étaient cuits en ragoût ou rôtis sur une grille. La musique et la danse faisaient partie des fêtes pour ceux qui pouvaient se le permettre. Les instruments étaient la flûte et la harpe mais la trompette et le hautbois se sont répandus plus tard. Au Nouvel Empire, les Égyptiens utilisaient la cloche, les cymbales, le tambourin et le tambour et importèrent d’Asie le luth et la lyre. Le sistre était particulièrement utilisé lors des cérémonies religieuses[réf. nécessaire].
Les anciens Égyptiens avaient une grande variété d'activités de loisirs, notamment les jeux et la musique. Le senet, jeu de société où l’on faisait avancer des pions au hasard, était particulièrement populaire depuis la plus haute époque, ainsi que le mehen qui possédait un plateau circulaire. Jongleries et jeu de balles étaient populaires auprès des enfants, et une scène de lutte est représentée dans une tombe de Beni Hassan. Les membres les plus riches de la société égyptienne antique aimaient la chasse et la navigation de plaisance[réf. nécessaire].
La fouille du village des travailleurs de Deir el-Médineh a permis de mieux comprendre la vie quotidienne des Égyptiens durant près de quatre cents ans. Il n'existe aucun site où l'organisation, les interactions sociales, le travail et les conditions de vie d'une communauté ont pu être mieux analysées.

### Architecture

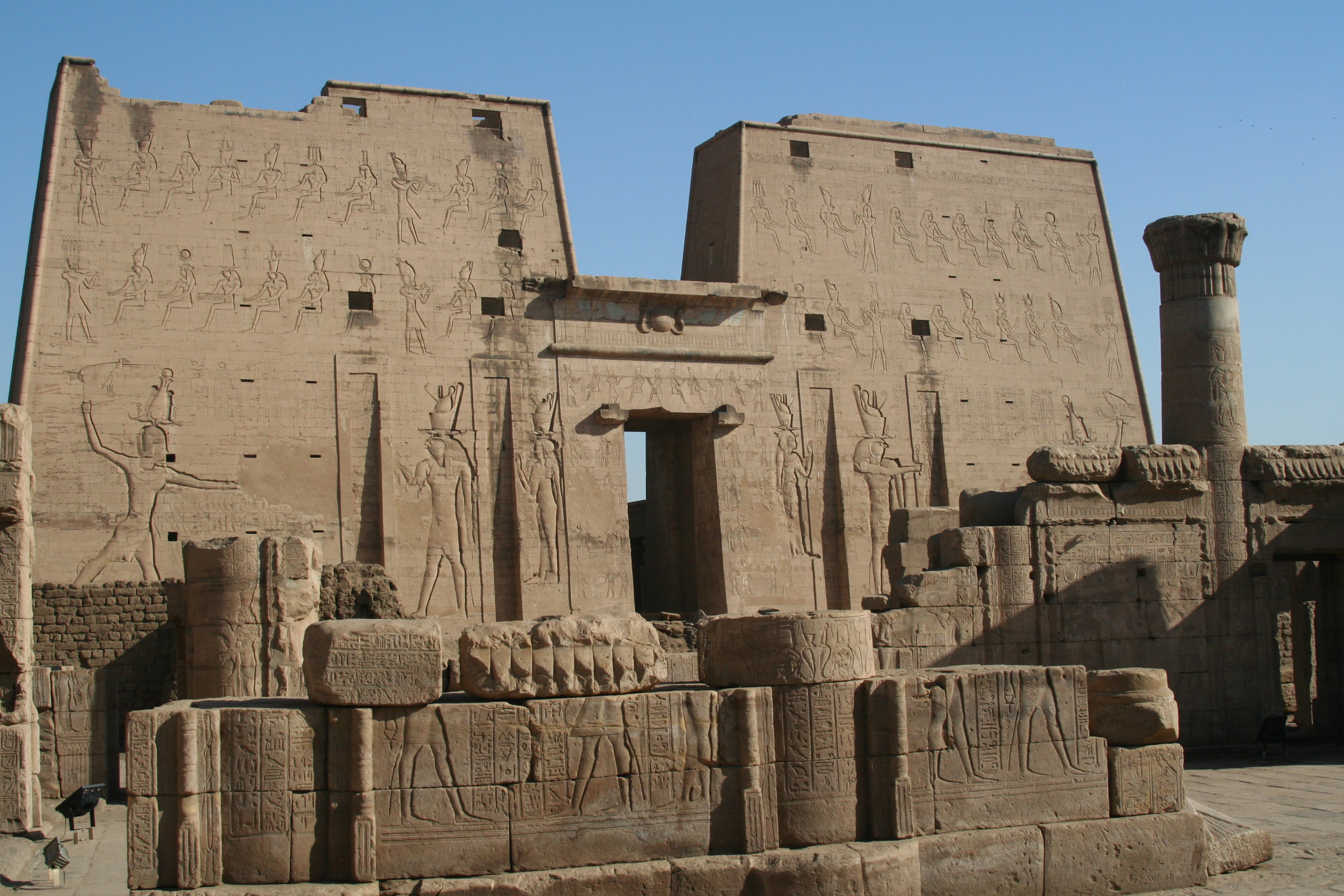
Temple d'Horus à Edfou.

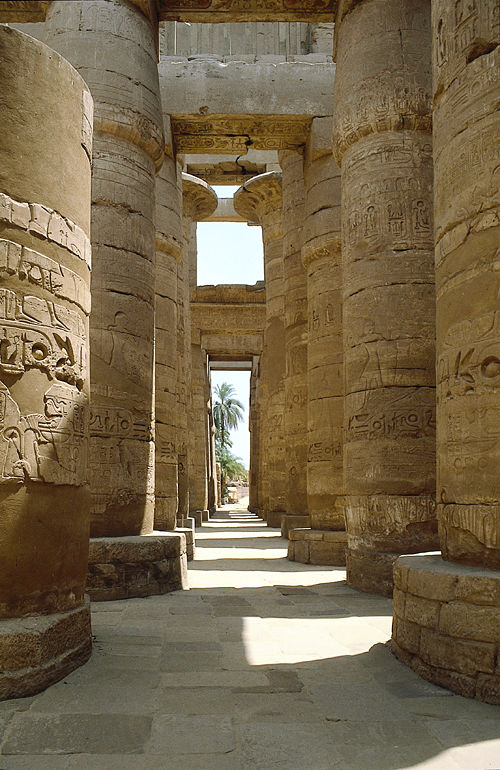
Colonnes de la salle hypostyle du temple de Karnak.

L’architecture de l'Égypte antique comprend certains des monuments les plus célèbres au monde comme les pyramides de Gizeh et les temples de Thèbes. Les projets de constructions étaient organisés et financés par l'État à des fins religieuses ou commémoratives, mais aussi pour renforcer le pouvoir du pharaon. Les anciens Égyptiens étaient des constructeurs qualifiés, utilisant des outils simples mais efficaces et des instruments d'observation. Les architectes pouvaient construire de grands bâtiments de pierre avec exactitude et précision.
Les habitations des Égyptiens, de haute comme de basse condition, étaient construites avec des matériaux périssables comme des briques crues ou du bois et n'ont pas survécu. Les paysans vivaient dans des maisons simples, tandis que les palais des élites avaient une structure plus élaborée. Les restes de quelques palais du Nouvel Empire, comme ceux de Malqata et d'Amarna, montrent des murs et des plafonds richement décorés avec des scènes de personnages, d’oiseaux, de bassins, de divinités et de dessins géométriques. D’importantes structures telles que les temples et les tombes qui étaient destinés à durer éternellement ont été construits en pierre et non en briques. Les éléments architecturaux utilisés dans le premier monument en pierre de grande ampleur bâti au monde, le complexe funéraire de Djéser, comprennent notamment des architraves décorées de motifs de papyrus et de lotus[réf. nécessaire].
Les plus anciens temples égyptiens conservés, tels que ceux de Gizeh, étaient composés de salles simples couvertes avec des dalles de pierre soutenues par des colonnes. Au Nouvel Empire, les architectes ont construit des pylônes devant des cours à ciel ouvert, et des salles hypostyles à l’entrée du sanctuaire du temple selon une coutume qui perdurera jusqu'à l'époque gréco-romaine. La première forme de tombeau durant l'Ancien Empire était le mastaba, structure de plate-forme rectangulaire couverte de briques ou de pierre, construit au-dessus d’une chambre funéraire souterraine. La pyramide à degrés de Djéser est une série de mastabas en pierre empilés les uns sur les autres. Des pyramides ont été ensuite construites durant l'Ancien et du Moyen Empire, mais, plus tard, les dirigeants les ont abandonnées en faveur d’hypogées creusés dans le roc.

### Art égyptien

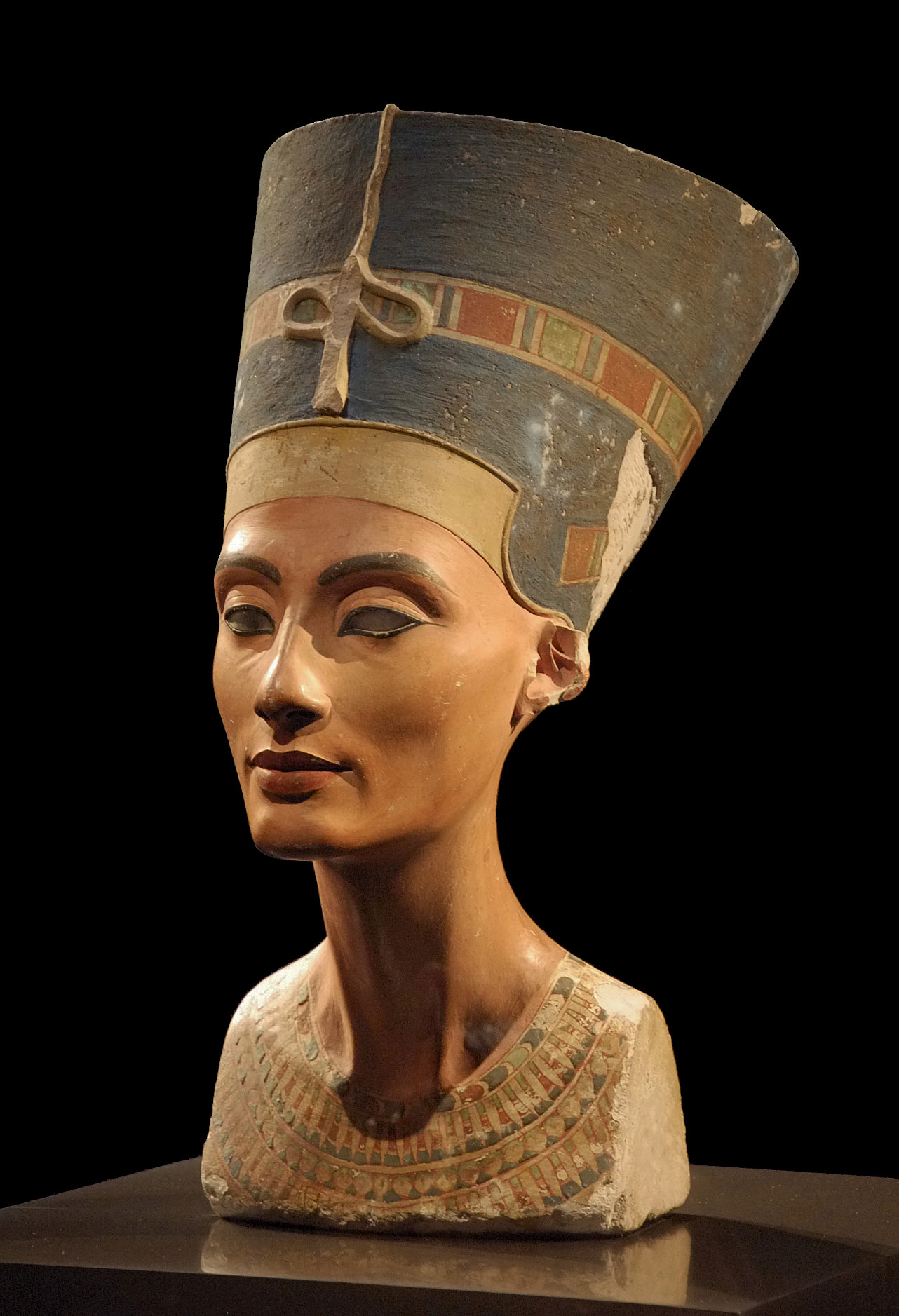
L'un des chefs-d'œuvre de l'art égyptien : le buste de Néfertiti, sculpté par Thoutmôsis.

Pendant plus de 3 500 ans, les artistes Égyptiens adhèrent aux différentes formes artistiques et à l'iconographie développées sous l'Ancien Empire. Celles-ci suivent un ensemble strict de principes qui ont résisté à l'influence étrangère et aux bouleversements internes. L'art de l'Égypte antique est ainsi caractérisé par une idée d'ordre : des lignes claires et simples, associées à des formes pures et des aplats de couleur. Ignorant les perspectives, les artistes utilisaient des lignes perpendiculaires, verticales et horizontales pour former un quadrillage et donner des proportions correctes à leurs travaux, des projections planes sans aucune notion de profondeur spatiale. L'iconographie et les textes sont intimement imbriqués sur les tombes et sur les murs des temples, des cercueils, des stèles et même des statues. Par exemple, la palette de Narmer dépeint des visages qui peuvent également être lus comme des hiéroglyphes. En raison de la rigidité des règles qui régissent son aspect hautement stylisé et symbolique, l'art égyptien antique servait son rôle politique et religieux avec précision et clarté. En effet, l'iconographie reflète l'importance sociale, religieuse et politique des personnages représentés. La hauteur des personnages dépendait, par exemple, de leur rôle dans la société : les plus importants étaient les plus grands. Ainsi, le pharaon est toujours représenté comme l'humain le plus grand et les dieux sont plus ou moins imposants selon la puissance qui leur est attribuée[réf. nécessaire].
Les artisans égyptiens sculptent la pierre pour en faire des statues et des bas-reliefs. Ils utilisent aussi parfois le bois utilisé comme un substitut abordable et facile à tailler. Les peintures sont obtenues à partir de minéraux tels que les minerais de fer (ocres rouge et jaune), les minerais de cuivre (bleu et vert), de suie ou de charbon de bois (noir) et de calcaire (blanc). Afin de permettre une utilisation ultérieure, elle peut aussi être mélangée avec de la gomme arabique qui sert de liant pour presser les couleurs sous forme de gâteaux. Les pharaons commandent la réalisation de bas-reliefs à l'occasion de victoires militaires, d'arrêtés royaux ou de fêtes religieuses. Les citoyens ordinaires ont le droit d'acquérir des pièces d'art funéraire, telles que des statues ouchebtis ou des livres des morts qui, selon eux, les protègeraient dans l'au-delà. Au cours du Moyen Empire, l'ajout de modèles en bois ou en terre cuite représentant des scènes de la vie quotidienne devient commun dans les tombes. Dans une tentative de dupliquer les activités des vivants dans l'au-delà, ces modèles montrent des ouvriers, des maisons, des bateaux et même des formations militaires qui sont des représentations à l'échelle de l'au-delà idéal chez les Égyptiens.
Malgré l'homogénéité de l'art égyptien antique, le style de certaines époques ou de certains lieux reflète parfois les changements culturels ou politiques. Ainsi, par exemple, après l'invasion des Hyksôs pendant la Deuxième Période intermédiaire, les fresques à Avaris, de style minoen, sont peintes. L'exemple le plus frappant d'un changement politique qui apparaît dans les formes artistiques provient de la période amarnienne où les visages sont radicalement changés afin de se conformer aux idées religieuses révolutionnaires d'Akhenaton. Ce style, connu sous le nom d'art amarnien, est rapidement et complètement effacé après la mort d'Akhenaton et remplacé par des formes traditionnelles[réf. nécessaire].

### Croyances religieuses

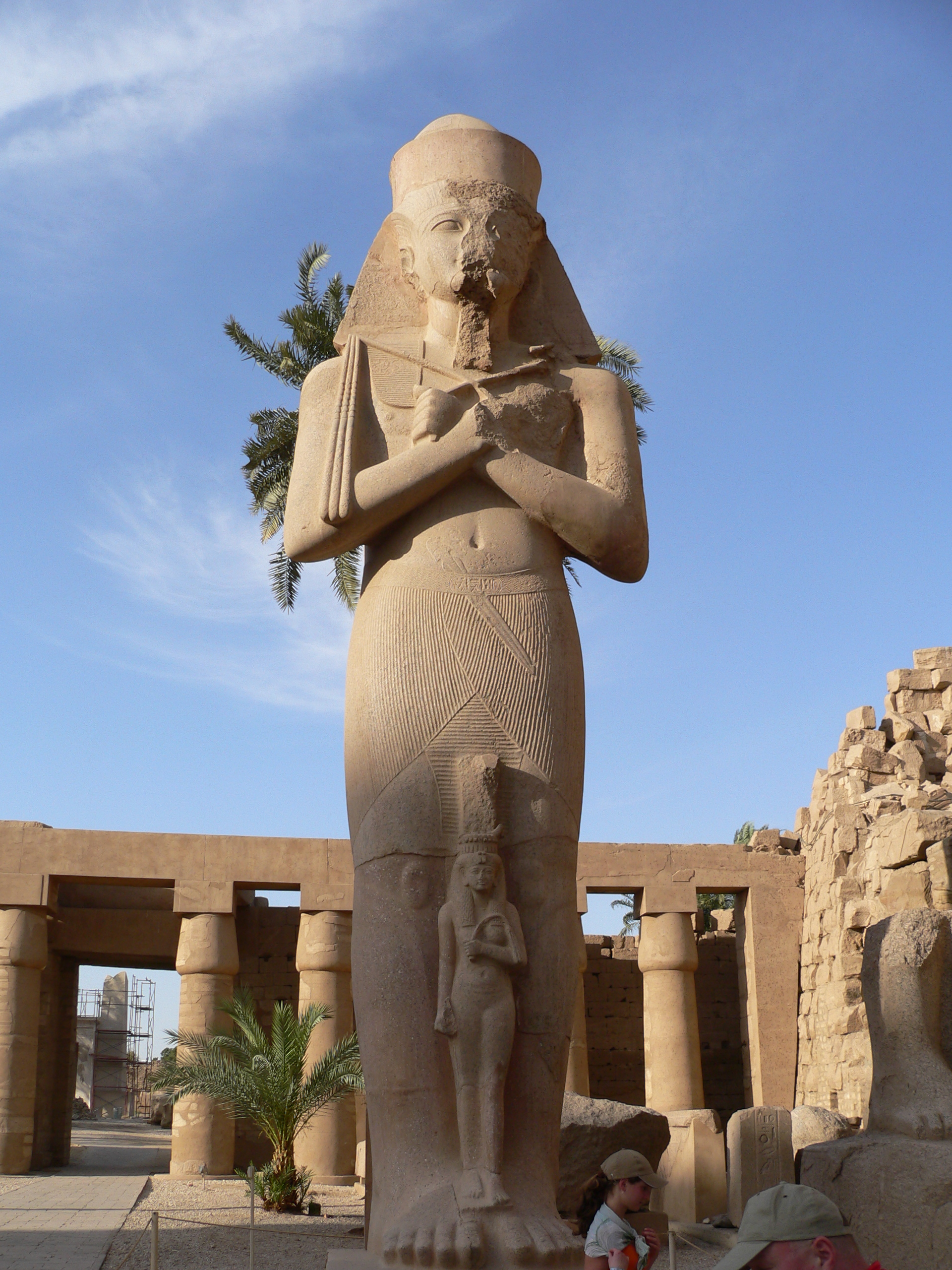
Statue d'Amon à Karnak.

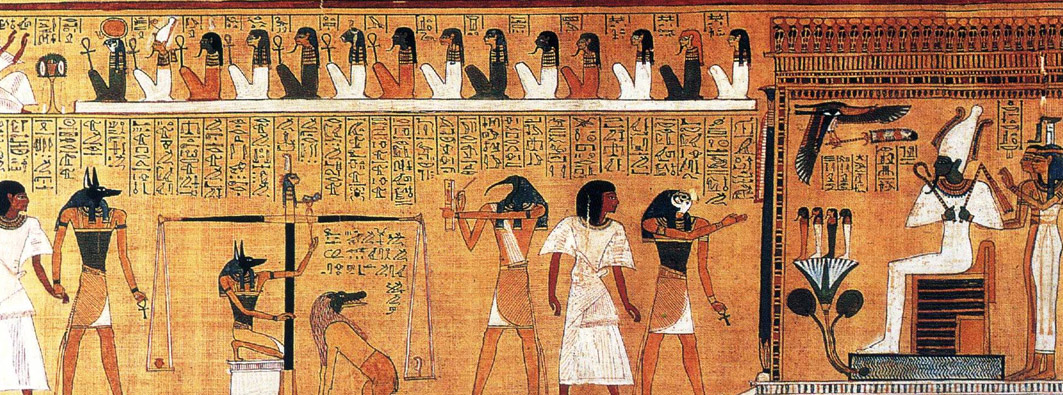
Le livre des morts est un guide pour le voyage du défunt dans l'au-delà.

La croyance en l'existence des dieux et de l'au-delà est profondément ancrée dans la civilisation égyptienne antique et ce, depuis le début, dans la mesure où le pharaon tient son pouvoir du droit divin. Le panthéon égyptien est ainsi peuplé de divinités aux pouvoirs surnaturels auxquels il était fait appel pour obtenir aide et protection. Pour autant, toutes les divinités égyptiennes n'étaient pas nécessairement bienveillantes et les Égyptiens croient donc qu'elles doivent être apaisées grâce à des offrandes et des prières. La structure de ce panthéon change continuellement à mesure que de nouvelles divinités sont promues dans la hiérarchie. Cependant, les prêtres ne font aucun effort pour organiser les différents mythes de la création, qui sont parfois contradictoires, au sein d'un système cohérent. Ces diverses conceptions de la divinité ne sont pas considérées comme contradictoires, mais plutôt comme les multiples facettes de la réalité.
Les divinités sont vénérées dans des temples administrés par des prêtres agissant pour le compte du pharaon. Au centre du temple se trouve le sanctuaire dans lequel est placée la statue de la divinité. Les temples ne sont pas des lieux de culte ouverts au public et, à de très rares occasions, lors de jours de fête religieuse, la statue du dieu est portée à l'extérieur du temple pour permettre à la population de lui rendre hommage. En temps normal, le domaine divin est isolé du monde extérieur et uniquement accessible aux responsables du temple. Les citoyens ordinaires peuvent néanmoins vénérer des statues dans leurs maisons et offrir des amulettes de protection contre les forces du chaos. Après le Nouvel Empire, le rôle du pharaon en tant qu'intermédiaire spirituel s'estompe au profit d'une adoration directe des dieux ce qui mène au développement d'un système d'oracles pour que la volonté des dieux soit directement communiquée au peuple.
Les Égyptiens croient que chaque être humain est composé d'éléments physiques et spirituels. En plus de son corps, chaque personne possède ainsi une ombre (šwt), une personnalité ou une âme (ba), une force vitale (ka) et un nom. Le cœur, plus que le cerveau, est considéré comme le siège des pensées et des émotions. Après la mort, les éléments spirituels de la personne sont libérés de l'enveloppe charnelle et peuvent alors se déplacer à volonté. Pour cela, ils ont cependant besoin que leurs restes funéraires, ou qu'un substitut comme une statue, soient préservés pour agir comme un foyer permanent. Le but de la personne décédée est de rejoindre son ka et son ba pour devenir un « mort bienheureux », qui survit sous la forme d'un akh. Pour que cela se produise, le défunt doit être jugé digne lors d'un procès où le cœur est mis en balance avec une « plume de vérité ». Si la personne est jugée digne, elle pourra alors continuer son existence sur terre sous une forme spirituelle.
Les Égyptiens de l'Antiquité cherchent par ailleurs à interpréter tous les phénomènes qu'ils peuvent observer par le prisme de leur croyance séculaire. La notion la plus importante pour eux est celle de cycle, que ce soit le cycle du jour avec le soleil renaissant chaque matin, le cycle des années avec l'inondation annuelle qui pouvait être source de joie comme de malheurs (en cas de trop faible ou trop forte crue du Nil), ou encore le cycle de la vie avec les naissances qui succèdent aux morts[réf. nécessaire].

### Rites funéraires

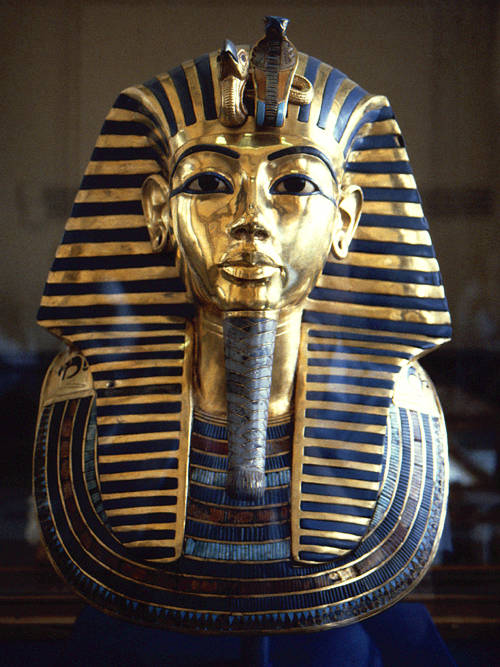
Masque d'or du pharaon Toutânkhamon, chef-d'œuvre du mobilier funéraire égyptien.

Les anciens Égyptiens avaient un ensemble complexe de coutumes funéraires qu’ils jugeaient nécessaires pour assurer l'immortalité après la mort. Ces coutumes avaient pour but de préserver les cadavres par la momification, d’accomplir les cérémonies d'inhumation et enterrer, avec le corps, les objets destinés à être utilisés par le défunt dans l'au-delà. Avant l’Ancien Empire, les corps enterrés dans des fosses au désert ont été préservés naturellement par dessiccation. Les zones arides et désertiques ont continué d'être une aubaine durant toute l’Égypte antique pour les sépultures des pauvres, qui ne pouvaient pas se permettre les préparatifs funéraires élaborés à la disposition des élites. Les Égyptiens aisés ont commencé à enterrer leurs morts dans des tombes en pierre et, en conséquence, ils ont fait usage de la momification artificielle, qui consistait à enlever les organes internes, envelopper le corps de toile, et l'enterrer dans un sarcophage rectangulaire en pierre ou dans un cercueil en bois. Depuis la IVe dynastie, les organes furent conservés séparément dans les vases canopes.

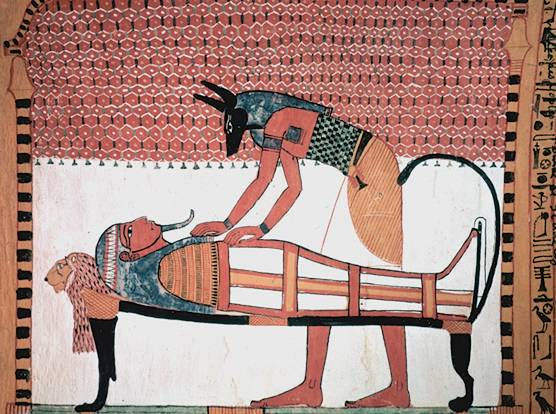
Anubis, dieu de la momification et des rites funéraires.

Au Nouvel Empire, les Égyptiens avaient perfectionné l'art de la momification. Pour les meilleures momifications, ils enlevaient les organes internes dont le cerveau par le nez, et desséchaient le corps dans un mélange de sels appelés natron. Le corps était ensuite enveloppé de bandelettes de lin avec des amulettes protectrices insérées entre les couches et placé dans un cercueil anthropomorphe décoré. Les momies des époques tardives ont été munies d’un masque en cartonnage peint. L’usage de la momification a diminué au cours des époques ptolémaïque et romaine mais l'aspect extérieur fut privilégié.
Les riches Égyptiens ont été enterrés avec de nombreux objets de luxe, mais tous les enterrements, quel que soit le statut social, incluaient des biens pour le défunt. Dès le Nouvel Empire, le livre des morts était placé dans la tombe avec des ouchebtis, statues destinées à travailler pour le défunt dans l'au-delà. Des rituels dans lesquels le défunt est ranimé par magie accompagnaient l'enterrement. Après celui-ci, les parents vivants étaient censés apporter occasionnellement des aliments au tombeau et réciter des prières au nom de la personne décédée.

### Armée

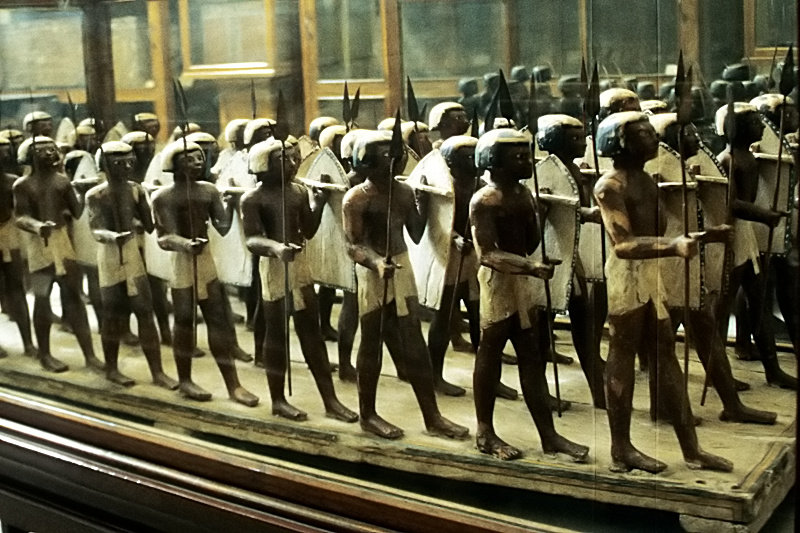
Statuettes représentants un groupe de soldats égyptien (tombe de Mesehti).

L'armée égyptienne antique avait pour but de défendre l'Égypte contre les invasions étrangères, et maintenir la domination égyptienne dans le Proche-Orient et la Nubie. L’armée protégeait les mines du Sinaï au cours de l'Ancien Empire et combattit lors des guerres civiles des première et deuxième périodes intermédiaires. Les militaires surveillaient les principales routes commerciales grâce à des fortifications comme celles qu'on trouve dans la ville de Bouhen sur le chemin de la Nubie. Ces forts servaient aussi de bases militaires, comme la forteresse de Sile, base d'opérations pour des expéditions vers le Levant. Au Nouvel Empire, les pharaons utilisèrent une armée de métier pour attaquer et conquérir Koush et le Levant.
L'équipement militaire comprenait des arcs et des flèches, un bouclier au sommet arrondi fait de cuir avec une armature en bois. Le Nouvel Empire vit l’introduction des chars utilisés précédemment par les envahisseurs Hyksôs. Armes et armures ont continué à s'améliorer après l'adoption du bronze : les boucliers furent désormais fabriqués en bois massif avec un umbo en bronze, les lances ont été équipées d’une pointe en bronze et le Khépesh a été emprunté aux soldats asiatiques. Le pharaon était généralement représenté dans l'art et la littérature chevauchant à la tête de l'armée, et il est prouvé que quelques-uns le firent, tels Seqenenrê Tâa et Ahmôsis Ier. Les soldats étaient généralement recrutés dans la population, mais le Nouvel Empire et les époques ultérieures ont vu des mercenaires nubiens, kouchites ou libyens.

## Sciences et technologies
En technologie, médecine et mathématique, les Égyptiens atteignirent un niveau relativement élevé de productivité et de sophistication. Le traditionnel empirisme, comme en témoignent les papyri Edwin Smith et Ebers (vers -1600), est d'abord crédité en Égypte, et les racines de la méthode scientifique peuvent aussi être retrouvées chez les anciens Égyptiens[réf. nécessaire]. Les Égyptiens ont créé leur propre alphabet et le système décimal[réf. nécessaire].

### La faïence et le verre

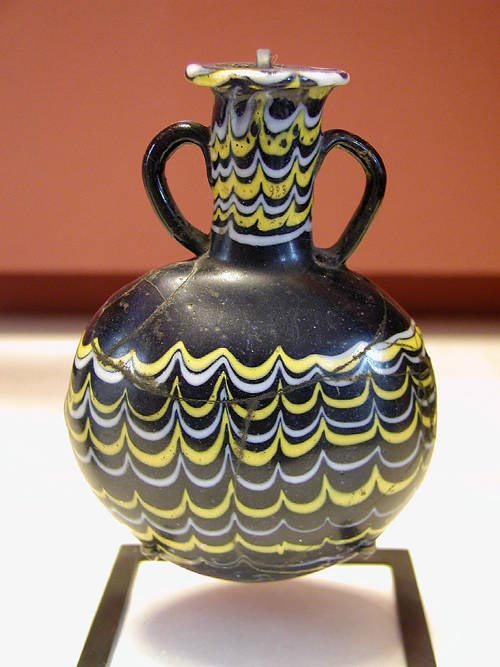
Cruche du Nouvel Empire.

Même avant l'Ancien Empire, les anciens Égyptiens avaient développé un matériau vitreux, connu sous le nom de faïence, qu'ils utilisaient comme une pierre précieuse semi-artificielle. La faïence est une céramique faite non d’argile mais de silice avec une petite quantité de chaux vive et de soude, ainsi qu’un colorant, généralement du cuivre. Elle était utilisée pour faire des perles, des tuiles, des figurines et des articles de mercerie. Plusieurs méthodes pouvaient être utilisées pour fabriquer de la faïence, mais la plus courante était de mélanger les composants en poudre dans une pâte et de la glisser dans un moule d’argile ensuite retiré. Par une technique proche, les anciens Égyptiens produisirent un pigment appelé bleu égyptien ou fritte de bleu, qui est produit par la fusion (ou agglomération) de silice, de cuivre, de chaux et d'un alcalin tel le natron. Le produit peut être broyé et utilisé comme pigment.
Les anciens Égyptiens pouvaient fabriquer une grande variété d'objets à partir de verre avec beaucoup d'habileté, mais on ne sait pas s'ils développèrent le système de manière indépendante. Il est également difficile de savoir si les pièces ont été faites directement à partir de verre brut créé sur place ou de lingots importés. Toutefois, ils possèdent une expertise technique dans la fabrication d'objets, ainsi que l'ajout d'oligo-éléments pour contrôler la couleur du verre fini. Une gamme de couleurs pouvaient être produites, dont le jaune, le rouge, le vert, le bleu, le pourpre et le blanc, et le verre peut-être soit transparent soit opaque.

### Médecine

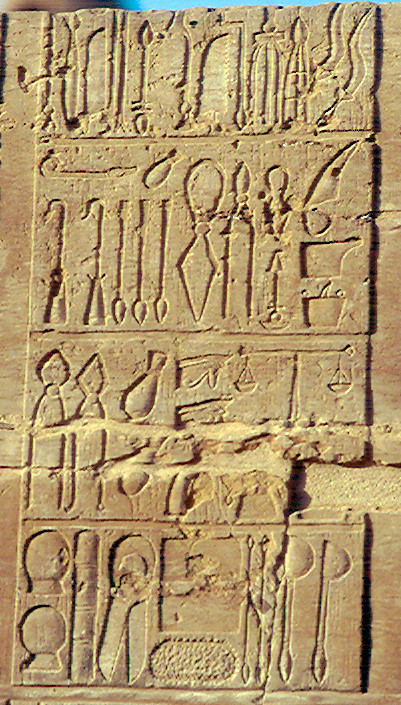
Instruments médicaux égyptiens représentés dans un bas-relief du temple de Kôm Ombo.

Les problèmes médicaux des anciens Égyptiens découlaient directement de leur environnement. Vivre et travailler à proximité du Nil expose aux risques de maladies parasitaires telles que le paludisme et la bilharziose ainsi qu'aux animaux sauvages tels les crocodiles et les hippopotames. Les travaux agricoles et de construction usaient les colonnes vertébrales et les articulations, et les blessures liées aux constructions et à la guerre affectaient leurs organismes. Le gravier et le sable, contenus dans la farine moulue sous la pierre, usaient les dents, les laissant vulnérables aux abcès même si les caries étaient rares.
L'alimentation des riches était très sucrée, favorisant les parodontites. Malgré le physique flatteur représenté sur les murs des tombes, les momies des personnages aisés montrent généralement un surpoids important lié à une vie d'excès. L’espérance de vie des adultes était d'environ trente-cinq ans pour les hommes et de trente pour les femmes, mais il était difficile d'atteindre l'âge adulte, environ un tiers de la population mourant dans l'enfance.
Les médecins de l'Égypte antique étaient renommés dans le Proche-Orient ancien pour leurs capacités de guérison, et certains, comme Imhotep, sont restés célèbres longtemps après leur mort. Hérodote a remarqué que les médecins égyptiens étaient très spécialisés, certains ne traitant que les maux de tête ou de ventre, tandis que d'autres étaient oculistes ou dentistes. La formation des médecins était effectuée dans les Per Ânkh ou « maison de vie », les plus célèbres étant celles de Bubastis au Nouvel Empire et d'Abydos et Saïs durant la Basse Époque. Les papyrus médicaux montrent des connaissances empiriques en anatomie, sur les blessures et les traitements pratiques[réf. nécessaire].
Les plaies étaient traitées par des bandages pouvant utiliser de la viande crue, du linge blanc, des points de suture, des filets, des compresses ou des tampons imbibés de miel pour prévenir l'infection tandis que l'opium était utilisé pour soulager la douleur. L’ail et les oignons ont été régulièrement utilisés pour favoriser une bonne santé et pour soulager l’asthme. Les chirurgiens savaient recoudre les plaies, réparer les fractures, et amputer les malades, mais pour les blessures les plus graves ils ne pouvaient que soulager les patients jusqu'à leur mort.

### Construction navale
Dès 3000 avant notre ère, les Égyptiens savaient assembler des coques de navires en bois. L'égyptologue David O’Connor de l’Archaeological Institute of America découvrit un groupe de quatorze navires anciens à Abydos construits avec des planches en bois « cousues » ensemble par des sangles tissées afin de les lier ainsi que du papyrus et de l’herbe pour calfater les jointures des planches. Ils furent découverts près du tombeau du pharaon Khâsekhemoui, ce qui laisse croire qu’ils lui auraient appartenu mais l’un a été daté de 3000 avant notre ère et des jarres de poterie enterrées avec les vaisseaux suggèrent une datation antérieure. Ce navire mesure 33 mètres de long et l'on pense maintenant qu'il a appartenu à un ancien pharaon, peut être Hor-Aha.
Les anciens Égyptiens savaient aussi comment assembler des planches de bois avec des chevilles pour les attacher ensemble, en utilisant de la poix pour le calfeutrage des coutures. La barque de Khéops, un navire de 43,6 mètres scellé dans une fosse du complexe funéraire de Khéops au pied de la grande pyramide de Gizeh lors de la IVe dynastie autour de 2500 avant notre ère, est le seul exemple grandeur nature qui nous est resté d'une barque solaire symbolique. Les anciens Égyptiens savaient aussi comment attacher les planches de ce navire grâce à des tenons. En dépit de leur capacité à construire des navires entièrement à voile pour naviguer sur le Nil, facilement navigable, ils n'étaient pas connus pour être bons marins et ne se livrèrent pas à une navigation entièrement à voile généralisée dans la Méditerranée ou la mer Rouge[réf. nécessaire].

### Mathématiques
Les premiers exemples attestés de calculs mathématiques datent de l’époque prédynastique de Nagada, et possèdent un système de numération assez développé. L'importance des mathématiques dans l’éducation égyptienne est suggérée par une fiction du Nouvel Empire dans laquelle l'auteur propose un concours scolaire entre lui et un autre scribe concernant des tâches de calcul de tous les jours tels que la comptabilité de la terre, du travail et du grain. Des textes comme le papyrus Rhind et le papyrus de Moscou montrent que les anciens Égyptiens pouvaient effectuer les quatre opérations mathématiques de base (addition, soustraction, multiplication et division), utilisaient les fractions, calculaient les volumes des boîtes et des pyramides et la surface des rectangles, des triangles, des cercles et même des sphères. Ils ont compris les concepts de base de l’algèbre et de la géométrie, qui permettraient de résoudre des simples systèmes d'équations.
La numération était décimale et basée sur des signes hiéroglyphiques pour chaque puissance de dix jusqu’à un million. Chacun d'eux pouvait être écrit autant de fois que nécessaire pour les ajouter jusqu’à obtenir le nombre désiré. Ainsi pour écrire les nombres quatre-vingts ou huit cents, on écrivait huit fois les symboles de dix ou de cent. Mais leur système d’écriture ne pouvait écrire les fractions avec un numérateur supérieur à un, elles ont donc dû être écrites comme la somme de plusieurs fractions. Par exemple, deux cinquièmes était écrit comme la somme de un tiers et un quinzième. Quelques fractions simples ont été toutefois écrites avec un glyphe spécial comme les deux tiers affiché ci-dessus.
En géométrie, les mathématiciens égyptiens avaient une bonne connaissance des principes qui sous-tendent le théorème de Pythagore, sachant, par exemple, qu'un triangle a un angle droit en face de l'hypoténuse lorsque ses côtés se trouvaient dans un ratio 3-4-5. Ils ont été en mesure d'estimer l’aire d'un cercle en mettant au carré le diamètre auquel on a retiré un neuvième soit {\displaystyle \left({\tfrac {8}{9}}D\right)^{2}} qui vaut aussi {\displaystyle \left({\tfrac {256}{81}}\right)r^{2}} soit une approximation de {\displaystyle \pi r^{2}},.
Le nombre d'or semble se retrouver dans de nombreuses constructions égyptiennes, y compris les pyramides, mais son utilisation n’a peut-être été qu’une conséquence involontaire de la pratique de combiner l'utilisation des cordes à nœuds avec un sens intuitif des proportions et de l'harmonie.

## Origine des anciens Égyptiens
De nombreuses théories sur l'origine des anciens Égyptiens ont vu le jour depuis le début du XIXe siècle. L'émergence de la civilisation égyptienne ne résulte pas de l'invasion d'un peuple nouveau, comme l'affirmaient la plupart de ces théories antérieures fondées sur une vision racialiste de l'humanité, elle fut le résultat de multiples apports autochtones.

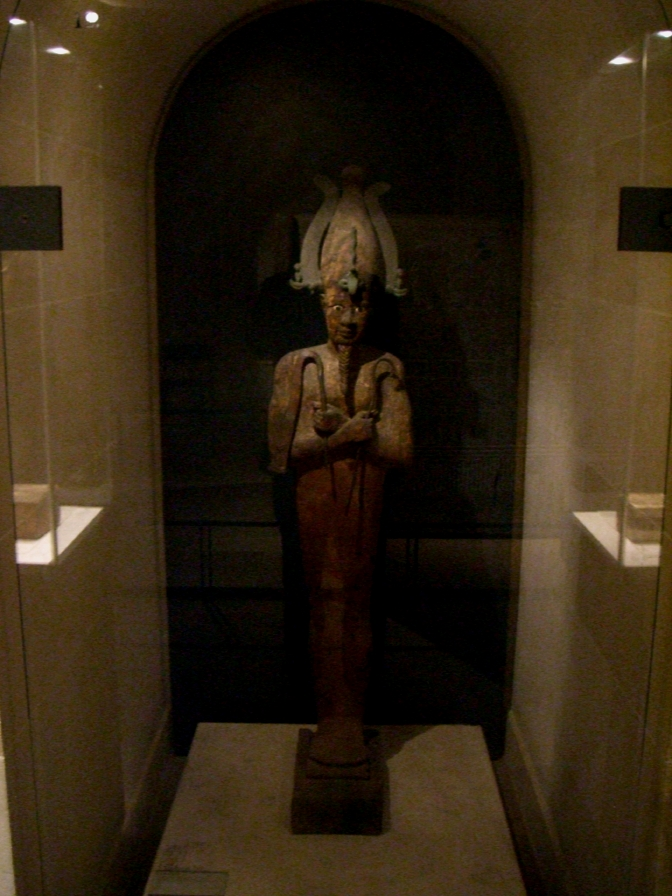
Statue d'Osiris au Musée du Louvre

En 1993, l'analyse craniométrique des fossiles d'Égyptiens prédynastiques de la période Nagada a montré qu'ils étaient étroitement apparentés à d'autres populations afro-asiatiques de la Corne de l'Afrique. L'analyse des fossiles d'Égyptiens de Haute-Égypte de la période prédynastique montre qu'ils sont plus apparentés aux actuels Somaliens qu'aux échantillons d'Égyptiens de Basse-Égypte des dernières dynasties.
En décembre 2012, une étude menée par Zahi Hawass et ses collègues a révélé que Ramsès III et sa lignée patrilinéaire appartenaient à l'haplogroupe du chromosome Y E1b1a,. En 2020, des analyses génétiques portant sur des momies royales de la période amarnienne, notamment Amenophis III, Toutankhamon et Akhenaton, ont montré que ces pharaons étaient tous porteurs de l’haplogroupe du chromosome Y R1b,. En outre, Amenophis III était porteur de l’haplogroupe mitochondrial H2b. Les trois autres pharaons ainsi que Tiyi portaient l’haplogroupe mitochondrial K. Tous ces haplogroupes sont présents dans la population égyptienne actuelle.
Une étude publiée en 2017 portant sur l'ADN mitochondrial de 90 momies égyptiennes provenant du site d'Abousir el-Meleq en Moyenne-Égypte et datant d'environ 1400 avant notre ère à 400 après et sur l'ADN nucléaire de trois d'entre elles, révèle une relation étroite avec les peuples anciens du Proche-Orient. Les anciens Égyptiens partageaient plus d'ancêtres avec les Proche-Orientaux que les Égyptiens d'aujourd'hui, ce qui révèle que les Égyptiens modernes ont reçu des adjuvants subsahariens supplémentaires plus récemment. Ainsi, les Égyptiens antiques seraient plus étroitement liés aux échantillons néolithiques et de l'âge de bronze du Levant, aussi bien qu'aux populations néolithiques anatoliennes et européennes. Sur la période de 1 300 ans que représente les momies étudiées, la génétique de la population de l'Égypte antique est restée étonnamment stable, malgré les invasions étrangères.
D'autres momies du premier millénaire av. J.C. sont porteuses des haplogroupes R1b et E1b1b pour le chromosome Y, et L3, N et H pour l’ADN mitochondrial,.
En 2025, des chercheurs d'une équipe internationale ont réussi à séquencer le premier génome complet d'un individu de la période de l'Ancien Empire (début de la dynastie) provenant de Nuwayrat, situé à 265 km au sud du Caire. Il s'agissait d'un homme de haut statut ayant vécu il y a environ 4 500 à 4 800 ans. Son ascendance génétique s'est révélée être un mélange de deux composantes principales : une composante majeure (~77,6 %) similaire à celle des individus du Néolithique moyen du Maroc (dont l'ascendance se composait d’environ 71,3 % de Néolithique du Levant et de 28,7 % d'Épipaléolithique du Maroc), et le reste (~22,4 %) étant le plus étroitement lié aux individus néolithiques de Mésopotamie. L'individu de Nuwayrat est génétiquement le plus proche des populations actuelles d’Afrique du Nord et d’Asie de l’Ouest. Son haplogroupe mitochondrial I/N1a1b2 et son haplogroupe du chromosome Y E1b1b1b2b sont les plus courants aujourd’hui chez les populations d'Afrique du Nord et d’Asie de l’Ouest, ce qui est cohérent avec ses affinités génétiques globales,,.
Les analyses ont montré qu'il n'y a pas de lien génétique significatif entre le génome de Nuwayrat et celui d’un ancien chasseur-cueilleur éthiopien vieux de 4 500 ans (connu sous le nom de Mota), ni avec d'autres populations d’Afrique subsaharienne.
La modélisation génétique suggère que la majorité des Égyptiens actuels tirent leur ascendance d’une combinaison de cinq populations anciennes. Une proportion importante remonte à des groupes apparentés à l’individu de l’Ancien Empire de Nuwayrat et aux populations du Néolithique moyen du Maroc, qui ont contribué à environ 80 % de l’ascendance de l’individu de Nuwayrat. D’autres composantes incluent une ascendance liée à l’âge du Bronze au Levant, ainsi qu’un métissage ultérieur avec des populations d’Afrique subsaharienne, probablement introduit après la période pharaonique.
On pense que l’individu de Nuwayrat avait les yeux marron, les cheveux bruns et une pigmentation de peau foncée. Un examen ostéologique plus approfondi a révélé qu’il mesurait entre 157,4 et 160,5 cm. Ces traits sont couramment observés chez les Égyptiens modernes et les Nord-Africains.
Ces découvertes suggèrent des mouvements de population précoces entre l’Asie occidentale et l’Afrique du Nord, et apportent une preuve directe d’une ascendance génétique liée au Croissant fertile oriental (en particulier au Néolithique mésopotamien) dans l'Égypte ancienne de la période dynastique précoce.

## Démographie
Dans les années 1960, l'American Research Center in Egypt évaluait la population de l'Égypte antique à environ 2 500 000 habitants, dont environ 2 000 000 en milieu rural.
David O'Connor évalue la population du Nouvel Empire entre 2,9 et 4,5 millions d'habitants. Barry Kemp évalue cette population à environ 4-5 millions d'habitants.

## L'Égypte antique dans les arts

### Architecture

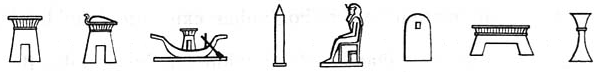
Hiéroglyphes liés aux constructions.

- Maison égyptienne, place du Caire à Paris, construite en 1805 et dont la façade reprend une frise et des têtes égyptiennes.
- Egyptian Hall à Londres en 1812[188].

### Peinture
De nombreuses peintures, surtout à partir du XIXe siècle, ont utilisé l'Égypte antique comme source d'inspiration.
- David Roberts (1796-1864) ;
- Lawrence Alma-Tadema, Rencontre d'Antoine et de Cléopâtre ;
- Edward Poynter, Israël en Égypte.

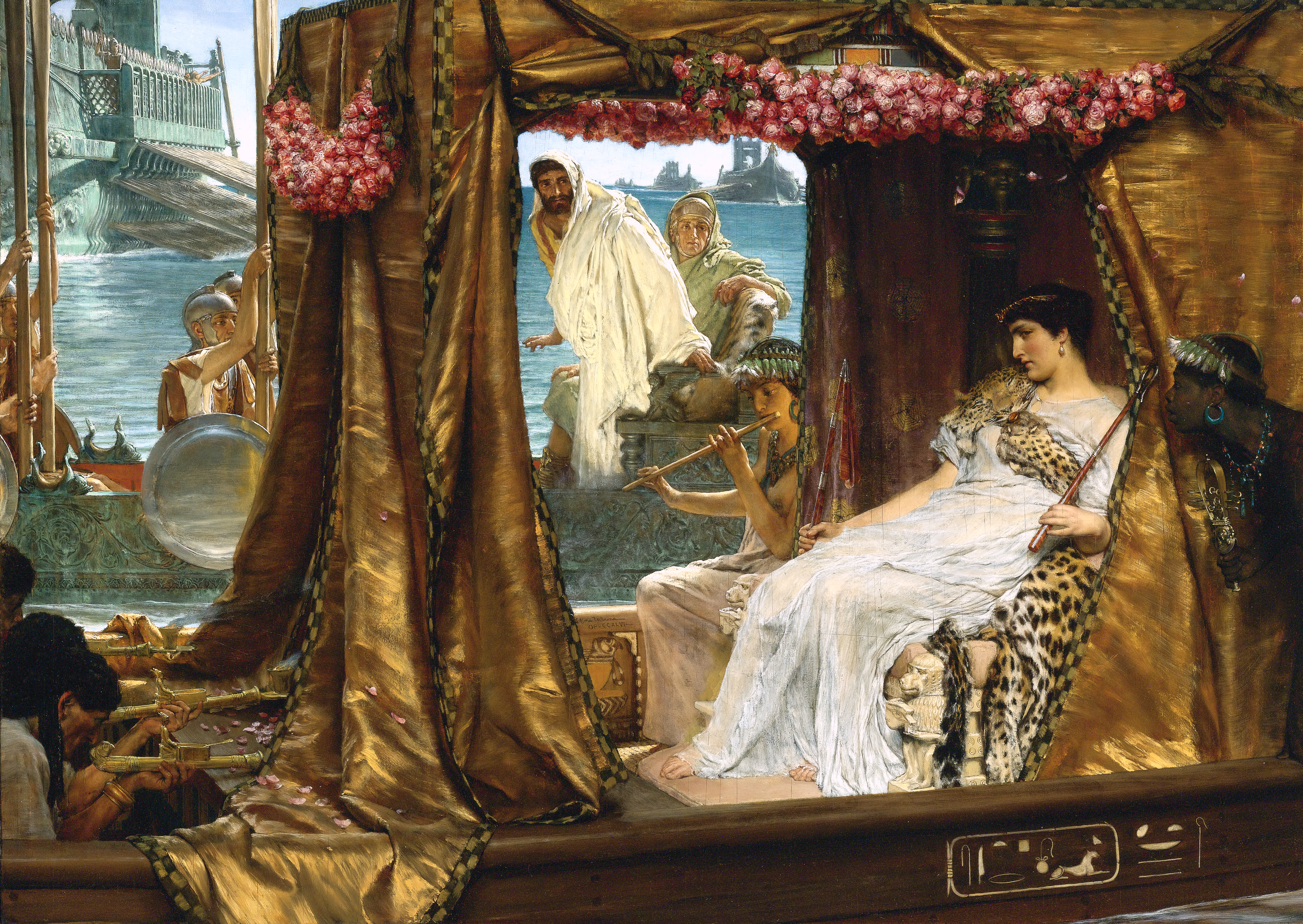
Rencontre d'Antoine et de Cléopâtre
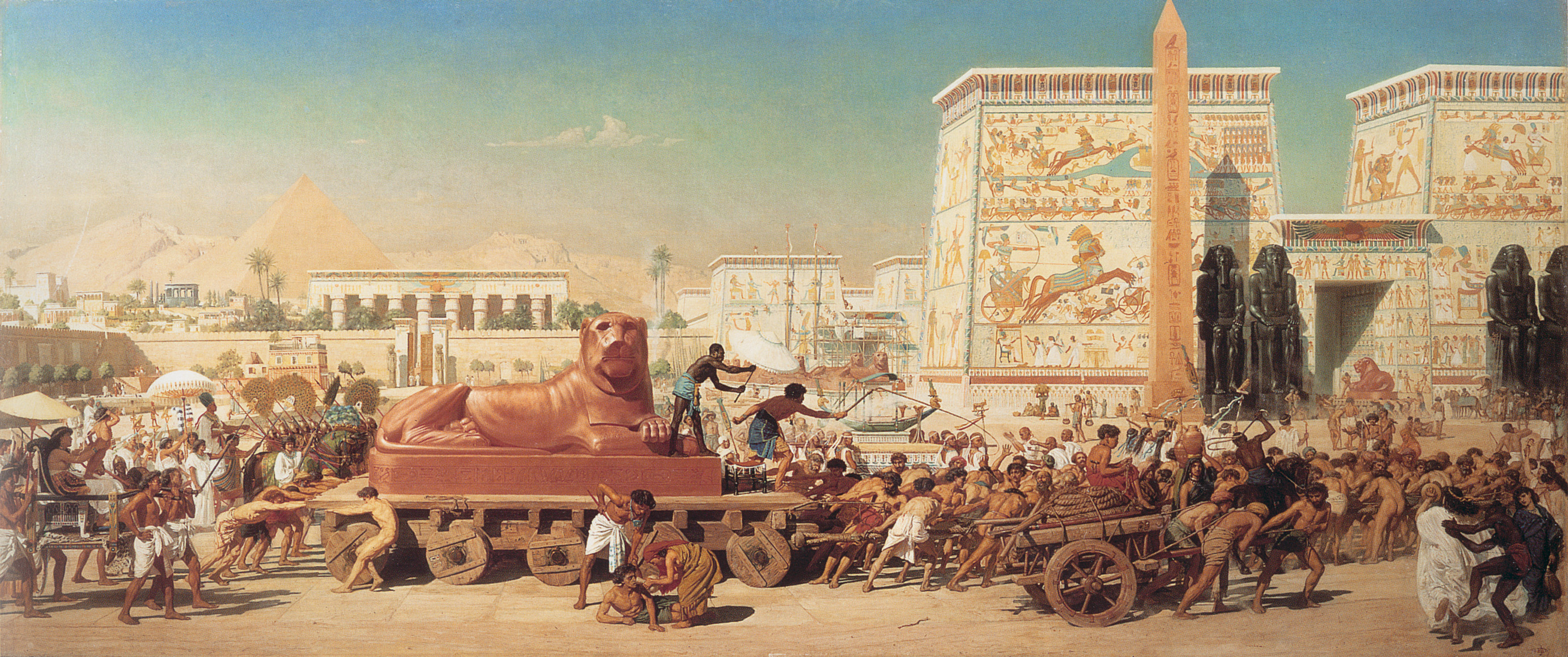
Israël en Égypte

### Musique
- Aïda, opéra de Giuseppe Verdi ;
- Danse égyptienne, de Samson et Dalila, par Camille Saint-Saëns ;
- Giulio Cesare in Egitto, de Georg Friedrich Haendel ;
- Cléopâtre, opéra de Jules Massenet ;
- La Mort de Cléopâtre, scène lyrique pour soprano et orchestre de Hector Berlioz ;
- Cléopâtre, comédie musicale présenté par Kamel Ouali, mettant en scène Sofia Essaïdi.
- Remember the Time, de Michael Jackson, enregistrée en 1991 avec la présence d'Eddie Murphy et d'Iman dans les rôles respectifs de Ramsès II et de Néfertari.

### Littérature

#### Récits de grands voyageurs
- Saguez de Breuvery et Cadalvène, L'Égypte et la Nubie, Éditions Arthus Bertrand, 1841 (présentation en ligne)
- Saguez de Breuvery, L'Égypte et la Turquie, Éditions Arthus Bertrand, 1836 (présentation en ligne)

#### Romans
On ne compte plus le nombre impressionnant de romans dont le thème est l'Égypte antique ; citons simplement deux classiques :
- Le Roman de la momie de Théophile Gautier ;
- La Mort de Philæ de Pierre Loti.

#### Bandes dessinées
En bande dessinée on peut citer :
- Papyrus[189], série de Lucien De Gieter ;
- Le Mystère de la Grande Pyramide d'Edgar P. Jacobs[190]
- La Foire aux immortels, d'Enki Bilal[191]
- Sur les terres d'Horus, d'Isabelle Dethan[192]
- Astérix et Cléopâtre[193] d'Albert Uderzo et René Goscinny
- Les Héritiers du soleil, série de Didier Convard chez Glénat

### Cinéma/télévision
- La Terre des pharaons, film américain de Howard Hawks, de 1955
- Cléopâtre, film de Joseph L. Mankiewicz, de 1963
- Le Pharaon, film polonais de Jerzy Kawalerowicz, de 1966
- La Momie, film de Stephen Sommers de 1999
- Le Retour de la Momie, film de Stephen Sommers de 2001
- Astérix et Obélix : Mission Cléopâtre, un film de Alain Chabat de 2001
- La Reine Soleil, film français de 2007
- Gods of Egypt, film d'Alex Proyas de 2016
- La Momie, film de Alex Kurtzman de 2017
- Tout l'univers de fiction de Stargate

### Jeux de rôle
- Légendes de la vallée des rois, par Christian Caroli, Jeux Descartes 1988
- Momie : La Résurrection, White Wolf 1995
- GURPS Egypt ; Thomas M. Kane, Éditeur : Steve Jackson Games, 1998, langue : anglais (version originale)  (ISBN 1-55634-342-6)

### Jeux vidéo
- Super Mario Land - 1989 / Nintendo / GameBoy : Le premier monde est inspiré de l'Égypte Antique
- Exhumed - 1997 / Lobotomy Software / Playstation - Sega Saturne
- Égypte : 1156 av. J.-C. - L'Énigme de la tombe royale - 1997, Réunion des Musées Nationaux, Canal+ Multimédia, Cryo Interactive[194]
- Pharaon - 1999, City builder en temps réel[195], développé par les studios Sierra/Impressions © (Caesar III, Empereur : l'Empire du Milieu, Zeus : le Maître de l'Olympe,..)
- Égypte II. La prophétie d'Héliopolis - 2000, Réunion des Musées Nationaux, Cryo Interactive[196]
- Cléopâtre - 2001, Extension officielle du jeu Pharaon[197]
- Age of Mythology - 2002, Ensemble Studios
- Immortal Cities : Les enfants du Nil - 2004, City builder 3D, développé par les studios Tilted Mill ©[198] (Caesar IV, Simcity Societies,..)
- Titan Quest - 2005, THQ Inc. Développé par Iron Lore Entertainment ;
- Égypte III - Le destin de Ramsès - 2004, Réunion des Musées Nationaux, Khéops Studio[199]
- Cléopâtre, le destin d'une Reine - 2007, Khéops Studio[200]
- Assassin's Creed Origins - 2017, Ubisoft[201]

### En français

#### Généralités
- Jean Vercoutter, L'Égypte ancienne, Paris, Que sais-je ?, Presses Universitaires de France, 2001
- Sophie Desplancques, L'Égypte ancienne, Paris, Que sais-je ?, Presses Universitaires de France, 2010
- Pascal Vernus et Jean Yoyotte, Dictionnaire des pharaons, Paris, Perrin, 2004
- Jean-Louis Podvin, L'Égypte ancienne, Paris, Ellipses, 2009
- Pierre Gemme et Mary Gribouille, La colère des dieux, Flammarion, coll. « Les petits mystères d'Égypte », 2021 (ISBN 978-2-08-020598-8)

#### Histoire
- Jean Vercoutter, L'Égypte et la vallée du Nil, tome 1 : Des origines à la fin de l'Ancien Empire, Paris, Nouvelle Clio, Presses Universitaires de France, 1992
- Francois Daumas, La civilisation de l'Égypte Pharaonique, Les grandes civilisations / Artaud, 1993
- Claude Vandersleyen, L'Égypte et la vallée du Nil, tome 2 : De la fin de L'Ancien Empire à la fin du Nouvel Empire, Nouvelle Clio, Presses Universitaires de France, 1995
- Béatrix Midant-Reynes, Aux origines de l'Égypte. Du Néolithique à l'émergence de l'État, Paris, Fayard, 2003
- Nicolas Grimal, Histoire de l'Égypte ancienne [détail des éditions]
- Dominique Valbelle, Histoire de l'État pharaonique, Paris, Thémis Histoire, Presses Universitaires de France, 1998
- Michel Dessoudeix, Chronique de l'Égypte ancienne, Actes Sud, 2008
- Aude Gros de Beler et Jean-Claude Golvin, Guide de l'Égypte ancienne, Paris, Actes Sud Errance, 2002
- Jean-Marie Brunier, La Stèle Histoire de la Colonie Juive d'Égypte, Toulouse, Athor Éditions, 2011, 241 p. (ISBN 978-2-9538171-0-2, lire en ligne)
- Damien Agut et Juan Carlos Moreno-Garcia, L'Égypte des pharaons : De Narmer à Dioclétien, Paris, Belin, coll. « Mondes anciens », 2016, 847 p. (ISBN 978-2-7011-6491-5 et 2-7011-6491-5)
- Claude Bonnet, Les pharaons noirs : Une histoire de la Nubie, Favre, 10 septembre 2024, 216 p. (ISBN 978-2-8289-2154-5)

#### Art
- Christiane Ziegler et Jean-Luc Bovot, Art et archéologie : L'Égypte ancienne, Paris, Réunion des Musées Nationaux, 2001

#### Mythologie
- Jean-Pierre Corteggiani, L'Égypte ancienne et ses dieux [détail des éditions]
- Aude Gros de Beler, La Mythologie égyptienne, Molière, 1998

#### Langue et écriture
- Pierre Grandet et Bernard Mathieu, Cours d'égyptien hiéroglyphique [détail des éditions]
- Chloé Ragazzoli, Scribes. Les artisans du texte en Égypte ancienne, Les Belles Lettres, 2019, 720 p.

### En allemand
- Steve Pasek, Griechenland und Ägypten im Kontexte der vorderorientalischen Großmächte. Die Kontakte zwischen dem Pharaonenreich und der Ägäis vom 7. bis zum 4. Jahrhundert vor Christus. München 2011,  (ISBN 978-3-89975-744-6).

### En anglais
- (en) Cyril Aldred, Akhenaten, King of Egypt, Londres, Thames and Hudson, 1988, 320 p. (ISBN 0-500-05048-1)
- (en) James P. Allen, Middle Egyptian : An Introduction to the Language and Culture of Hieroglyphs, Cambridge, Cambridge University Press, 2000, 510 p. (ISBN 0-521-77483-7, lire en ligne)
- (en) Alexander Badawy, A History of Egyptian Architecture, vol. 3, Berkeley, University of California Press, 1968 (ISBN 0-520-00057-9)
- (en) Jules B. Billard, Ancient Egypt : Discovering its Splendors, Washington, National Geographic Society, 1978
- (en) J. Černý, Egypt from the Death of Ramesses III to the End of the Twenty-First Dynasty dans The Middle East and the Aegean Region c.1380 1000 BC, Cambridge, Cambridge University Press, 1975 (ISBN 0-521-08691-4)
- (en) Somers Clarke et R. Engelbach, Ancient Egyptian Construction and Architecture, New York, Dover Publications, 1990 (ISBN 0-486-26485-8)
- (en) Peter A. Clayton, Chronicle of the Pharaohs : the reign-by-reign record of the rulers and dynasties of ancient Egypt…, Londres, Thames and Hudson, 1994, 224 p. (ISBN 0-500-05074-0)
- (en) Eric H. Cline et David Kevin O'Connor, Amenhotep III : Perspectives on His Reign, Ann Arbor, University of Michigan Press, 2001, 273 p. (ISBN 0-472-08833-5)
- (en) Aidan Dodson, Egyptian Rock Cut Tombs, Buckinghamshire, Shire Publications Ltd, 1991, 64 p. (ISBN 0-7478-0128-2)
- (en) Aidan Dodson et Dyan Hilton, The Complete Royal Families of Ancient Egypt [détail des éditions]
- (en) Okasha El-Daly, Egyptology : The Missing Millennium, Londres, UCL Press, 2005, 230 p. (ISBN 1-84472-062-4)
- (en) Joyce Filer, Disease, Austin, University of Texas Press, 1995, 112 p. (ISBN 0-292-72498-5)
- (en) Sir Alan Gardiner, Egyptian Grammar : Being an Introduction to the Study of Hieroglyphs, 1957 [détail des éditions]
- (en) W. C. Hayes, chap. 3 « The Neolithic and Chalcolithic Communities of Northern Egypt », dans Most Ancient Egypt, vol. 23, coll. « Journal of Near Eastern Studies » (no 4), octobre 1964, p. 217-272
- (en) Annette Imhausen, Eleanor Robson, Joseph Dauben, Kim Plofker, John Lennart Berggren et Victor J. Katz, The Mathematics of Egypt, Mesopotamia, China, India, and Islam : A Sourcebook, Princeton, Princeton University Press, 2007, 685 p. (ISBN 978-0-691-11485-9 et 0-691-11485-4, lire en ligne)
- (en) T.G.H. James, The British Museum Concise Introduction to Ancient Egypt, Ann Arbor, University of Michigan Press, 2005 (ISBN 0-472-03137-6)
- (en) Barry Kemp, Ancient Egypt : Anatomy of a Civilization, Londres, Routledge, 1989, 356 p. (ISBN 0-415-06346-9, lire en ligne)
- (en) Miriam Lichtheim, Ancient Egyptian Literature : a book of readings, vol. 1, Londres, University of California Press, 1975, 245 p. (ISBN 0-520-02899-6, lire en ligne)
- (en) Miriam Lichtheim, Ancient Egyptian Literature, A Book of Readings, vol. 3 : The Late Period, Berkeley, University of California Press, 1980, 253 p. (ISBN 978-0-520-24844-1, lire en ligne)
- (en) Antonio Loprieno, Ancient Egyptian : A linguistic introduction, Cambridge, Cambridge University Press, 1995, 322 p. (ISBN 0-521-44849-2, lire en ligne)
- (en) Antonio Loprieno, « Ancient Egyptian and other Afroasiatic Languages », dans Civilizations of the Ancient Near East, vol. 4, New York, Charles Scribner, 1995 (ISBN 1-565-63607-4), p. 2137-2150
- (en) Antonio Loprieno, « Ancient Egyptian and Coptic », dans The Cambridge Encyclopedia of the World's Ancient Languages, Cambridge, Cambridge University Press, 2004 (ISBN 0-52-156256-2), p. 160-192
- (en) Alfred Lucas, Ancient Egyptian Materials and Industries, 4th Ed, Londres, Edward Arnold Publishers, 1962 (ISBN 1-85417-046-5)
- (en) Leanne M. Mallory-Greenough, « The Geographical, Spatial, and Temporal Distribution of Predynastic and First Dynasty Basalt Vessels », The Journal of Egyptian Archaeology, Londres, Egypt Exploration Society, vol. 88,‎ 2002, p. 67 93 (DOI 10.2307/3822337)
- (en) Peter Der Manuelian, Egypt : The World of the Pharaohs, Cologne, Könemann Verlagsgesellschaft mbH, 1998 (ISBN 3-89508-913-3)
- (en) A. G. McDowell, Village life in ancient Egypt : laundry lists and love songs, Oxford, Oxford University Press, 1999, 279 p. (ISBN 0-19-814998-0)
- (en) Lynn Meskell, Object Worlds in Ancient Egypt : Material Biographies Past and Present (Materializing Culture), Oxford, Berg Publishers, 2004, 248 p. (ISBN 1-85973-867-2)
- (en) Béatrix Midant-Reynes, The Prehistory of Egypt : From the First Egyptians to the First Pharaohs, Oxford, Blackwell Publishers, 2000, 328 p. (ISBN 0-631-21787-8)
- (en) Paul T. Nicholson, Ancient Egyptian Materials and Technology, Cambridge, Cambridge University Press, 2000, 702 p. (ISBN 0-521-45257-0)
- (en) Lorna Oakes, Ancient Egypt : An Illustrated Reference to the Myths, Religions, Pyramids and Temples of the Land of the Pharaohs, New York, Barnes & Noble, 2003 (ISBN 0-7607-4943-4)
- (en) Gay Robins, The Art of Ancient Egypt, Cambridge, Massachusetts, Harvard University Press, 2000, 271 p. (ISBN 0-674-00376-4)
- (en) Kim Ryholt, The Political Situation in Egypt During the Second Intermediate Period, Copenhague, Museum Tusculanum, janvier 1997, 463 p. (ISBN 87-7289-421-0)
- (en) Bernd Scheel, Egyptian Metalworking and Tools, Haverfordwest, Shire Publications Ltd, 1989, 68 p. (ISBN 0-7478-0001-4)
- (en) Ian Shaw, The Oxford History of Ancient Egypt, Oxford, Oxford University Press, 2003, 224 p. (ISBN 0-500-05074-0)
- (en) Alberto Siliotti, The Discovery of Ancient Egypt, Edison, Book Sales, Inc, 1998, 359 p. (ISBN 0-7858-1360-8)
- (en) Eugen Strouhal, Life in Ancient Egypt, Norman, University of Oklahoma Press, 1989 (ISBN 0-8061-2475-X)
- (en) Joyce A. Tyldesley, Ramesses : Egypt's greatest pharaoh, Harmondsworth, Penguin, 2001, 272 p. (ISBN 0-14-028097-9), p. 76-77
- (de) G. Vittman, « Zum koptischen Sprachgut im Ägyptisch-Arabisch », Wiener Zeitschrift für die Kunde des Morgenlandes, Vienne, Institut für Orientalistik, Vienna University, vol. 81,‎ 1991, p. 197–227
- (en) Frank William Walbank, The Cambridge ancient history, Cambridge, Cambridge University Press, 1984 (ISBN 0-521-23445-X)
- (en) James Wasserman, Raymond Oliver Faulkner, Ogden Goelet et Eva Von Dassow, The Egyptian Book of the dead, the Book of going forth by day : being the Papyrus of Ani, San Francisco, Chronicle Books, 1994 (ISBN 0-8118-0767-3)
- (en) R. H. Wilkinson, The Complete Temples of Ancient Egypt, Londres, Thames and Hudson, 2000, 256 p. (ISBN 0-500-05100-3)